# Офіційний державний автомобіль

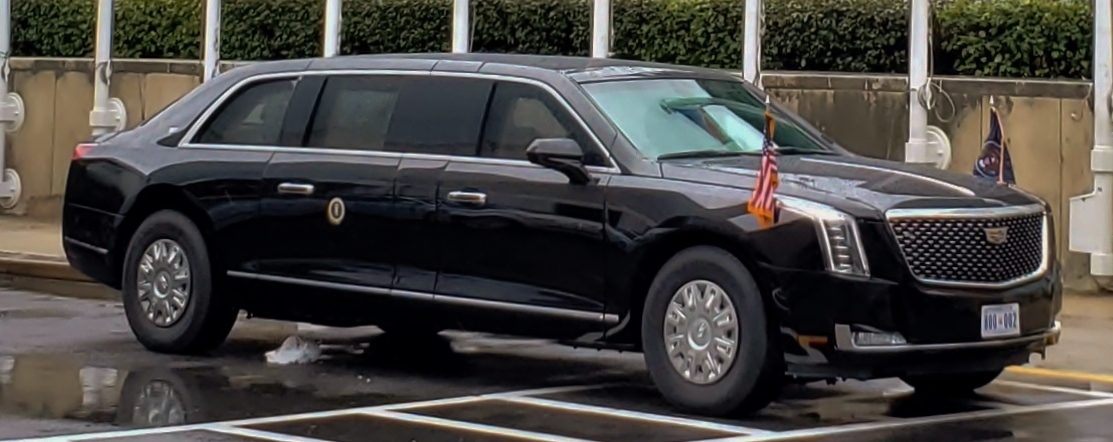
Cadillac One — лімузин президента США.

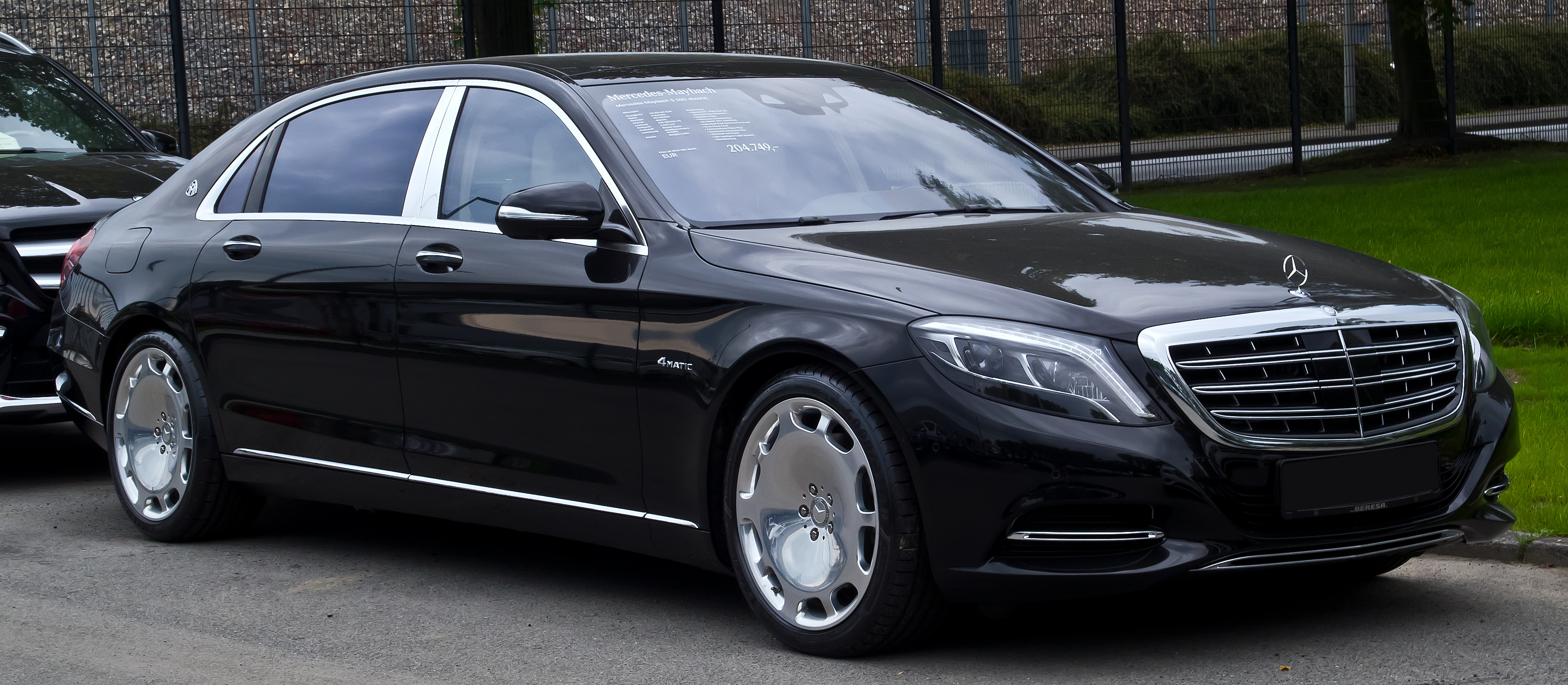
Mercedes-Benz S-Class — лімузин президента України.

Офіційний державний автомобіль є транспортним засобом, який використовується урядом для транспортування глави держави або глави уряду, які здійснюють свої офіційні повноваження, які також можуть бути використані іноді для перевезення інших членів уряду або високопоставлених гостей з інших країн. Деякі країни мають власну державну машину для державних візитів до інших країн, наприклад у Сполучених Штатів, Росії та Сполученого Королівства. Вона також може служити автомобільним символом глави держави та їхньої країни.

## Австралія

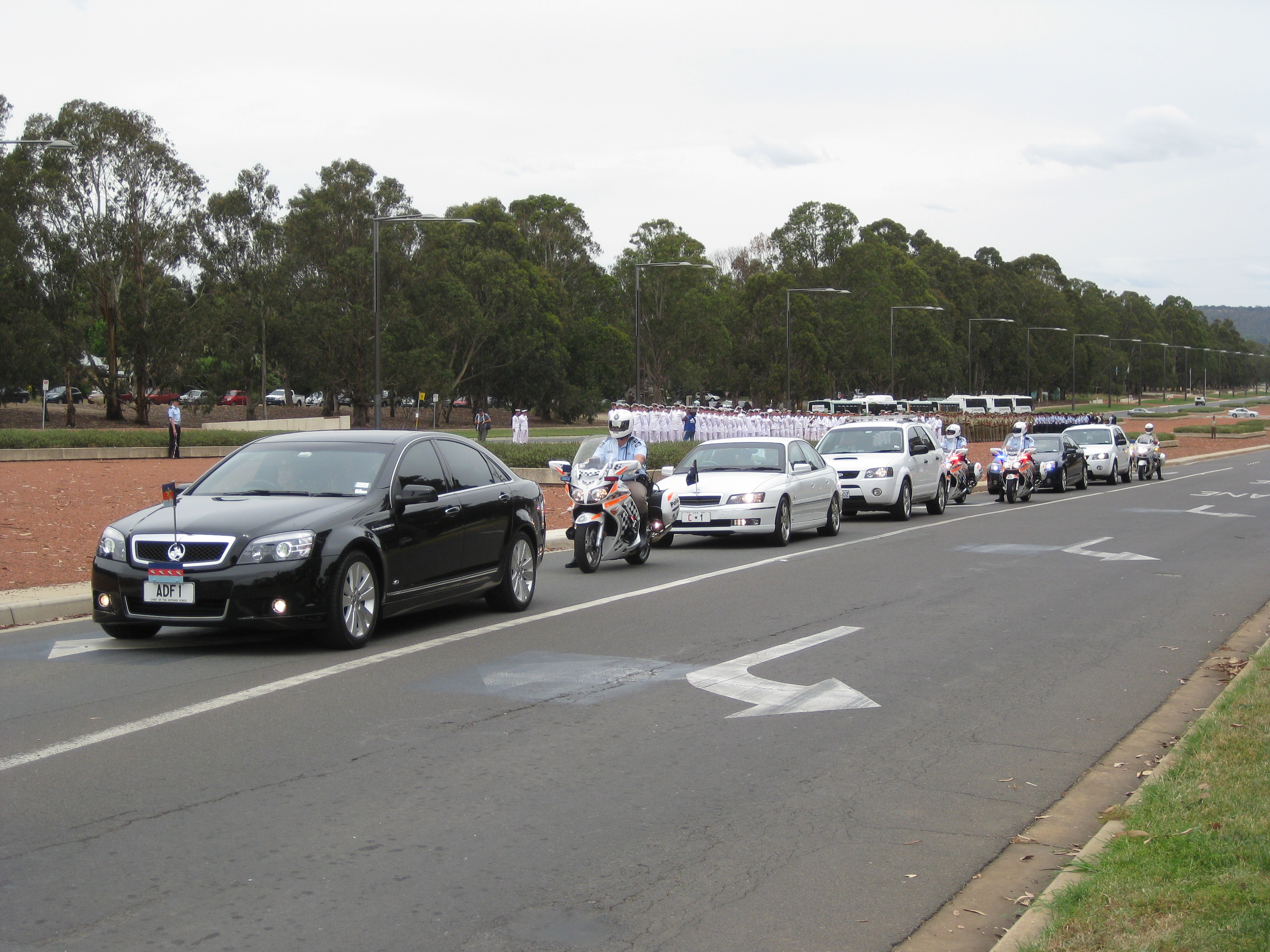
Австралійський VIP-транспорт
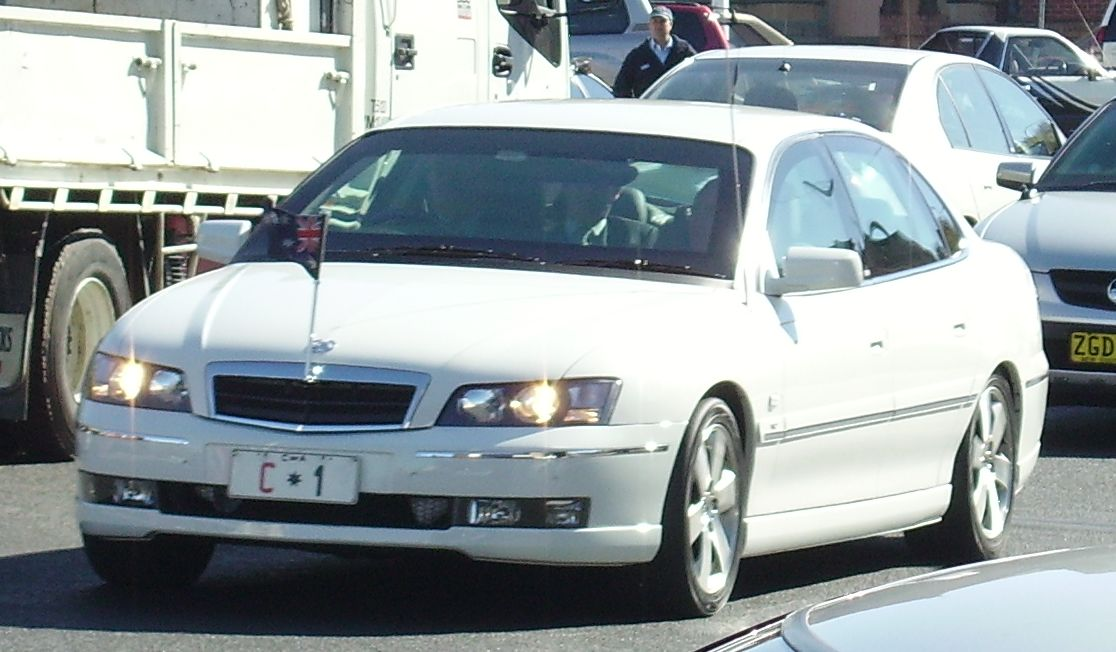
Автомобіль Прем'єр-міністра Австралії Джона Ховарда у травні 2007 року

## Бразилія

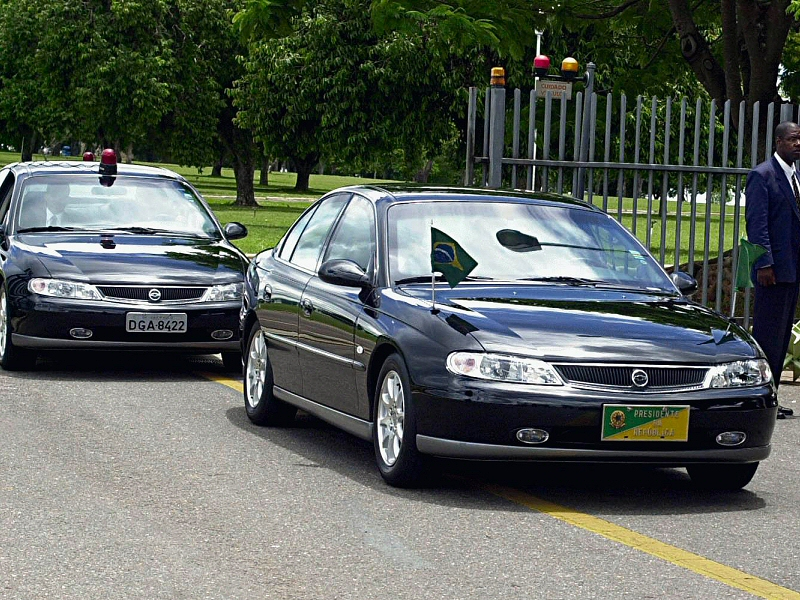
Президентський державний автомобіль з 2004 року
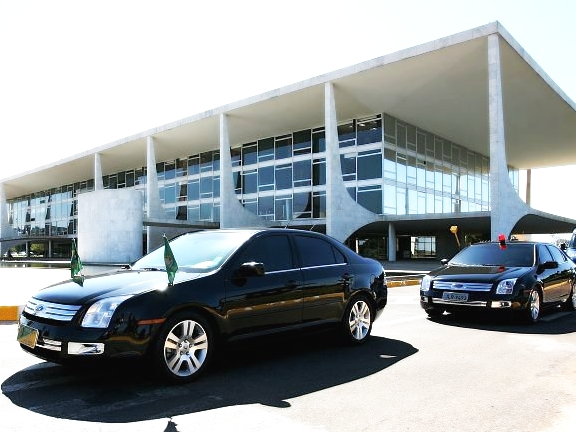
Колишній президентський державний автомобіль

## Ватикан

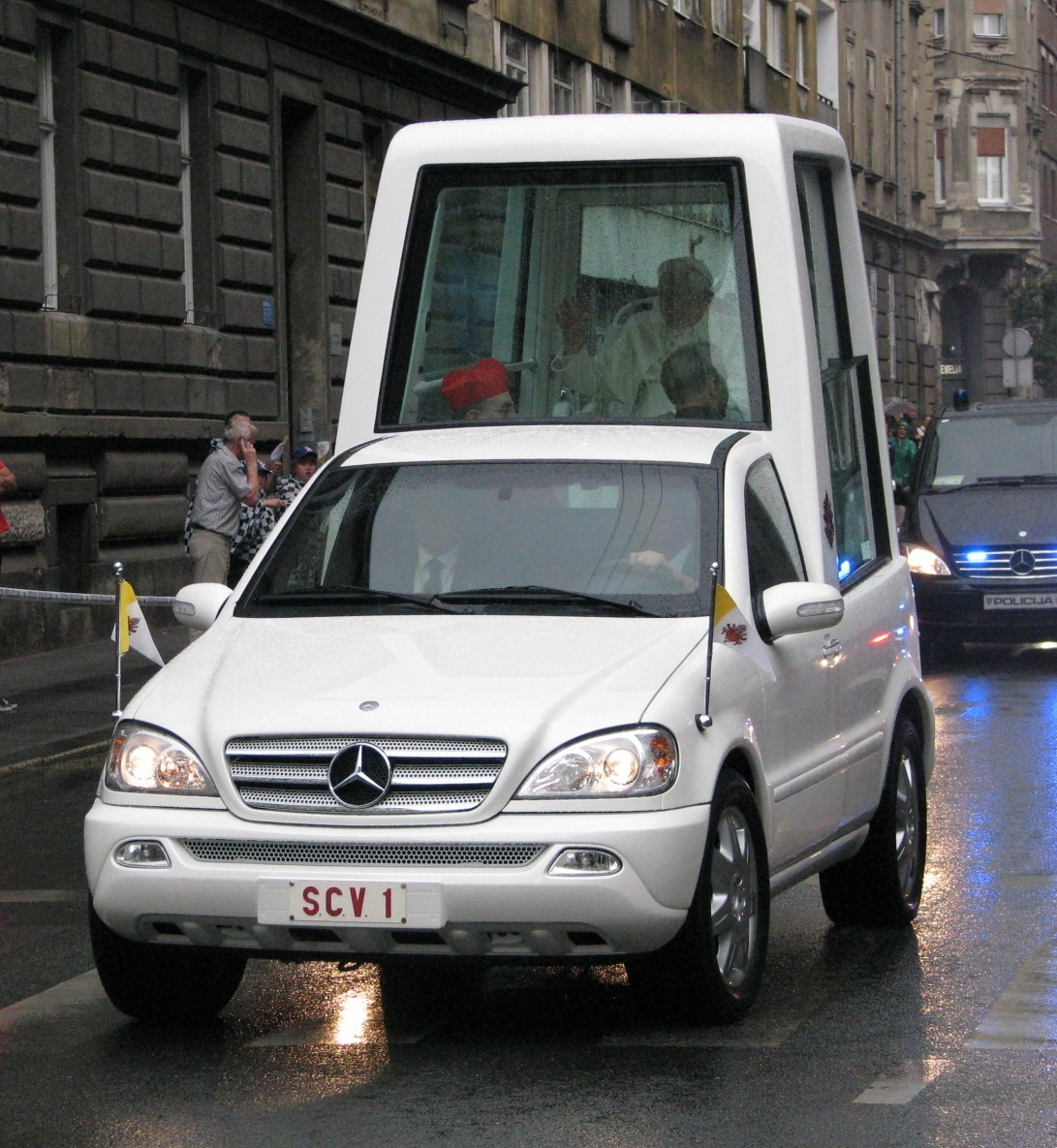
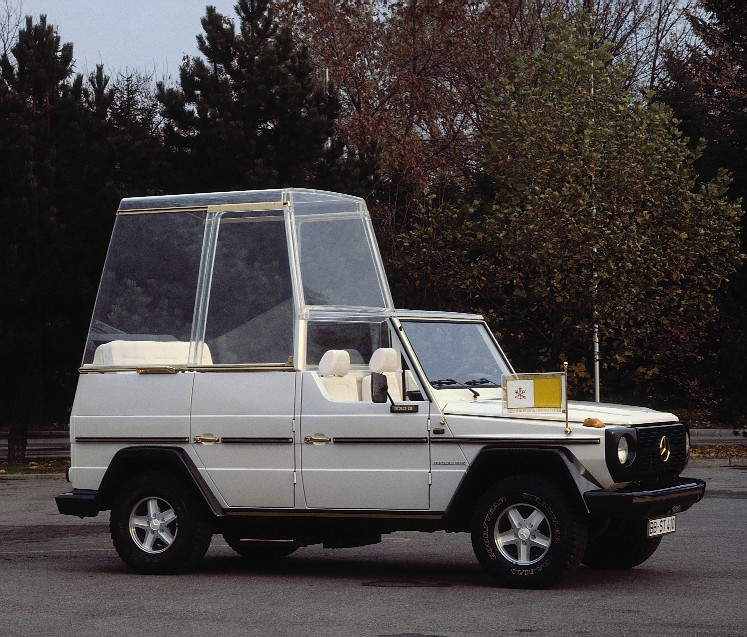

## Велика Британія

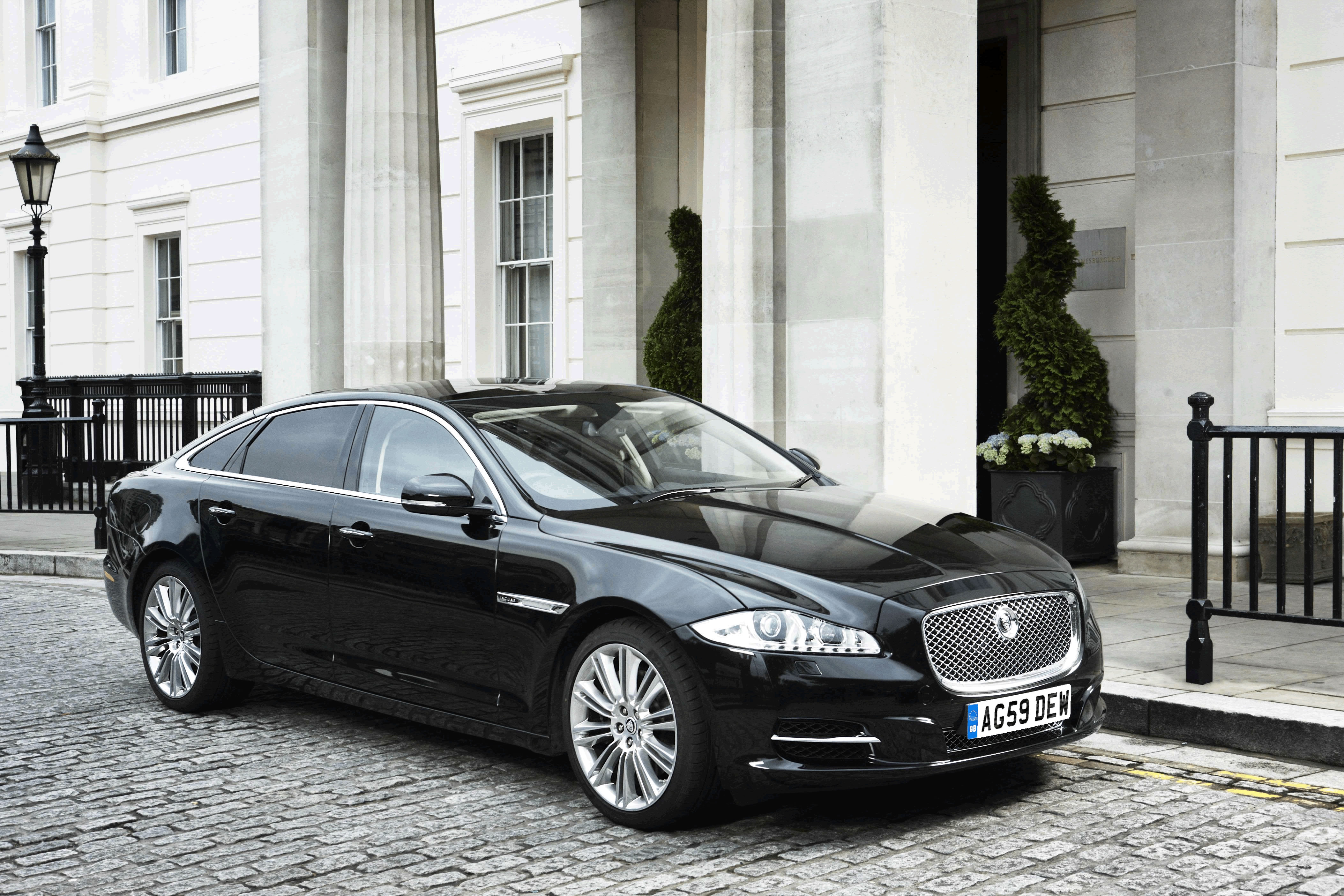
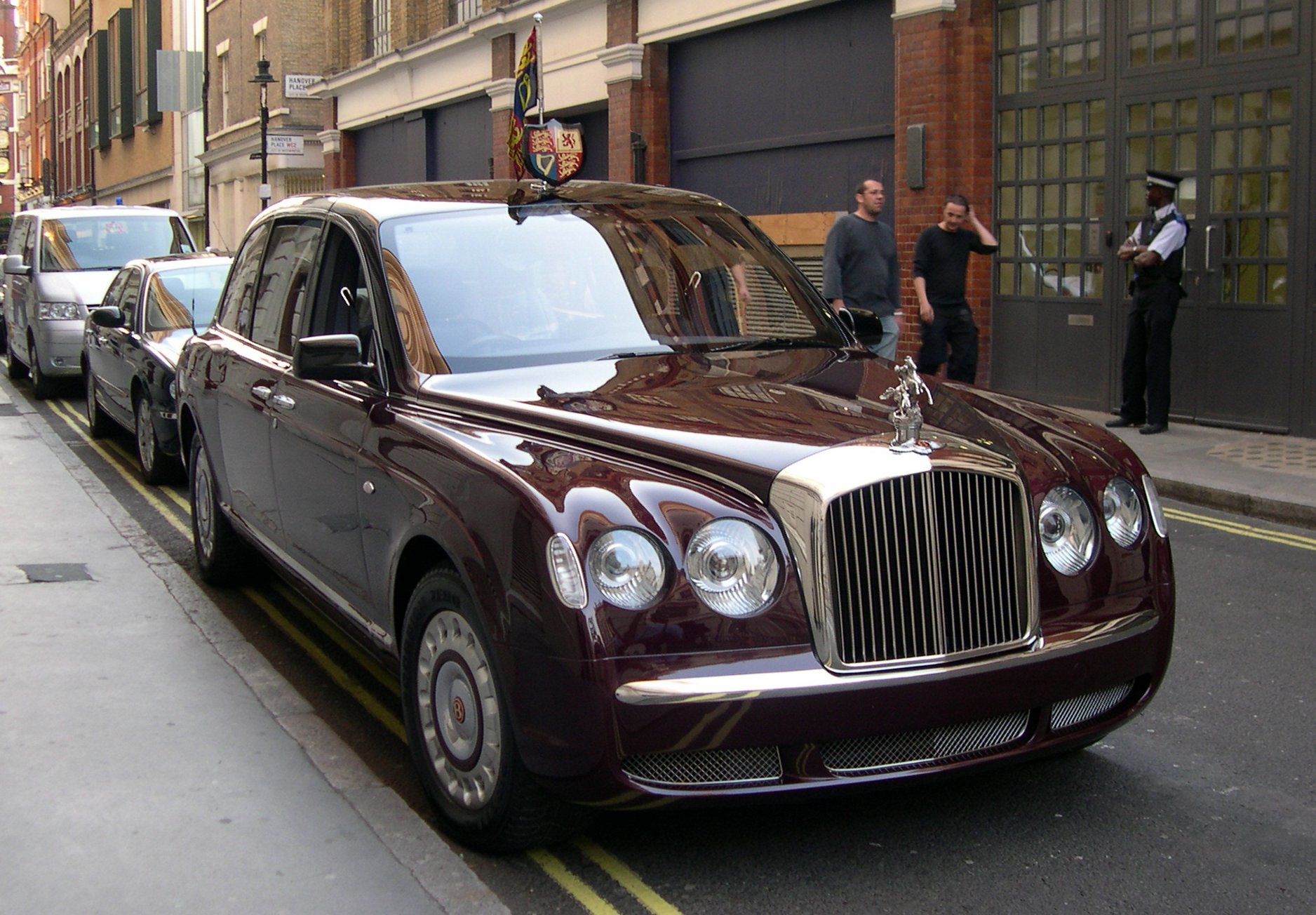
Bentley State Limousine створений Bentley для королеви Єлизавети II

## Італія

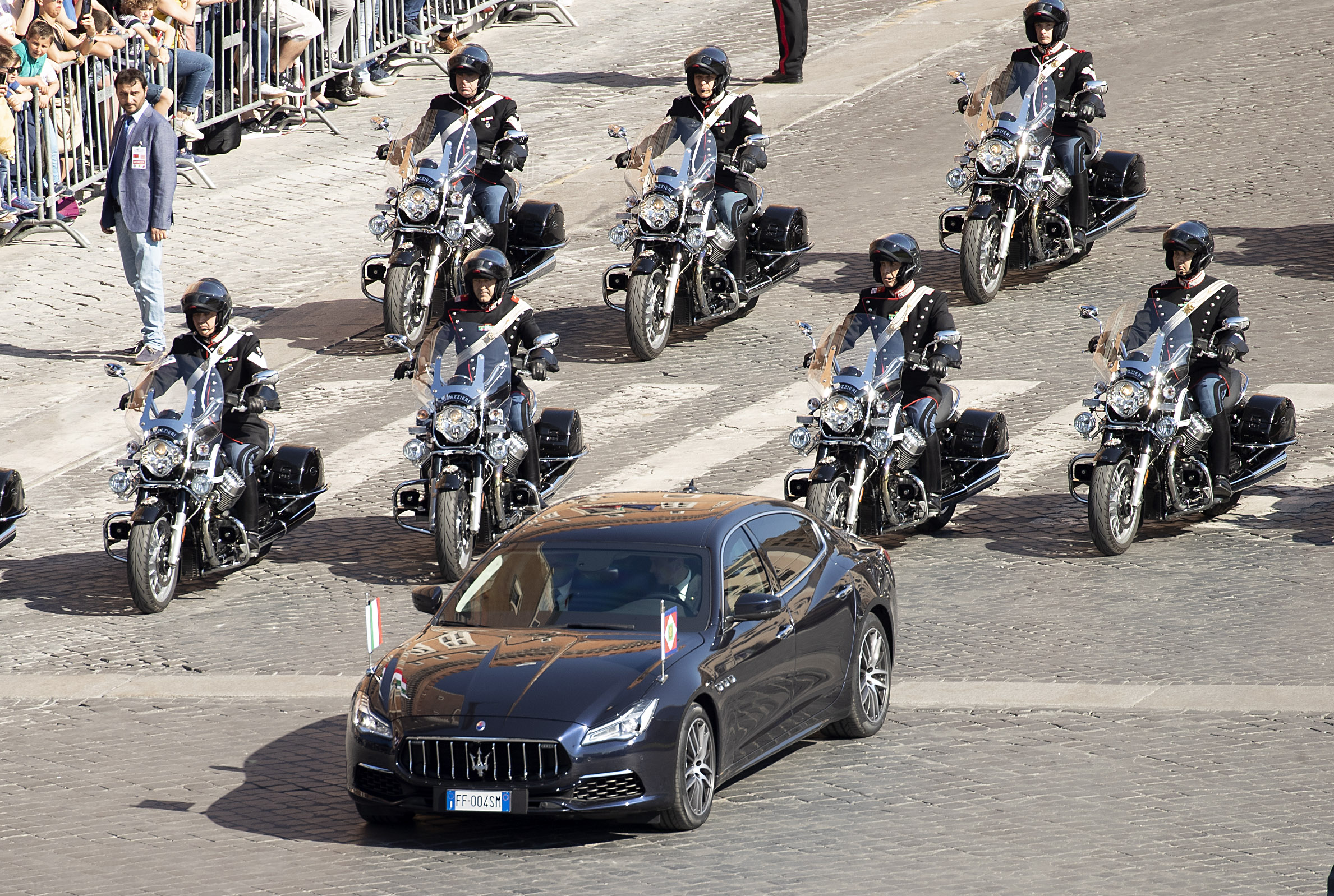
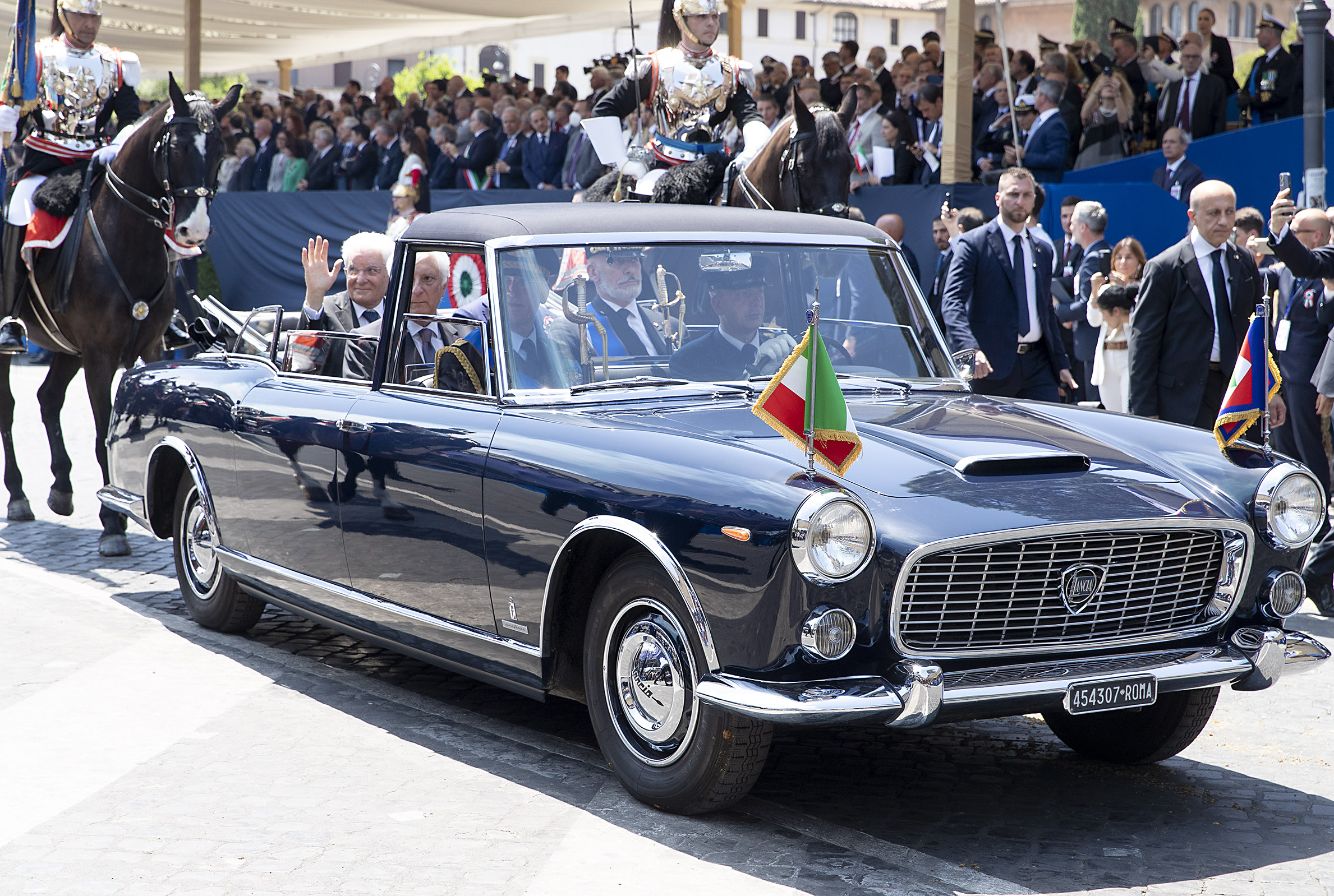

## Китай

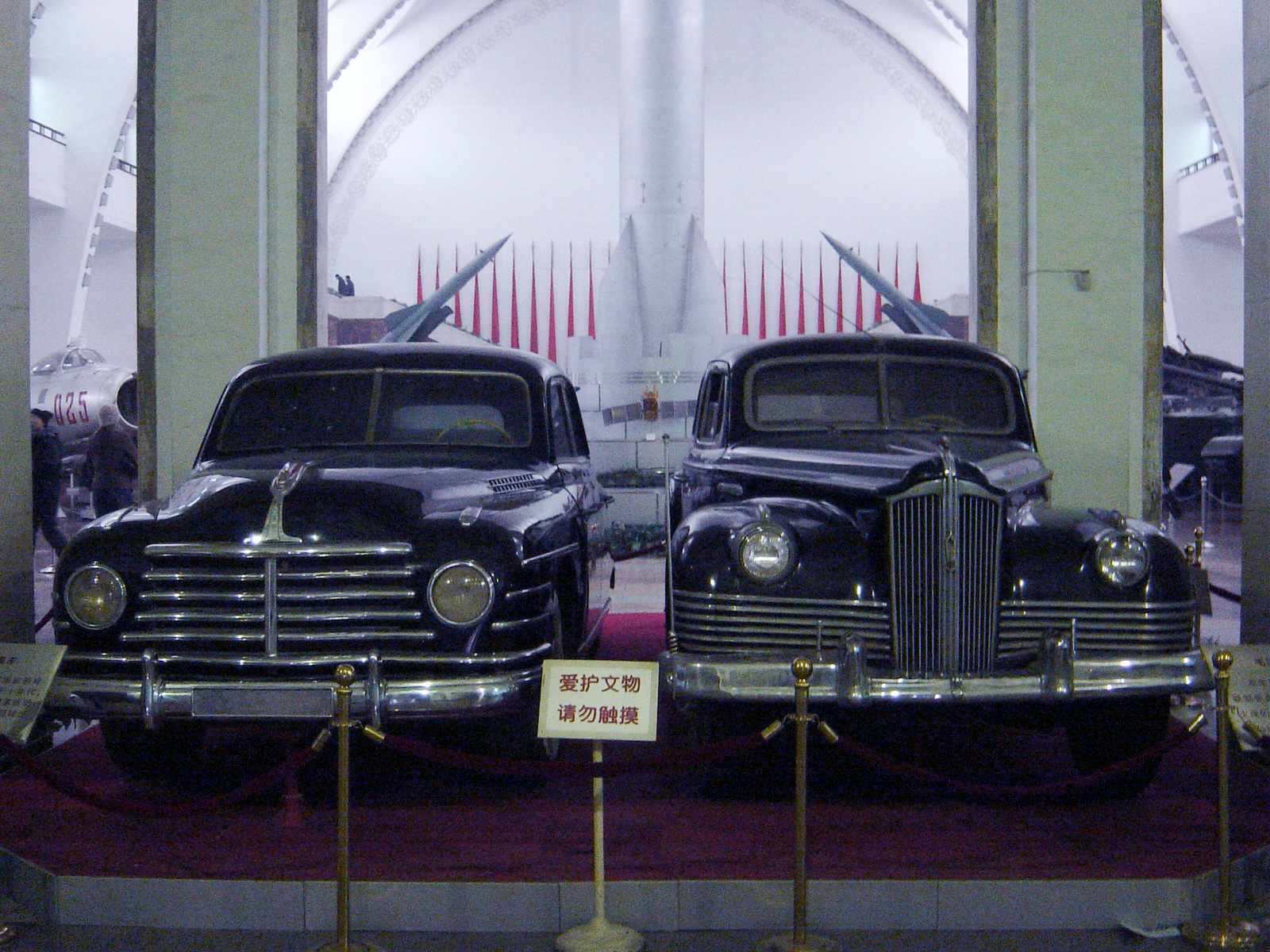
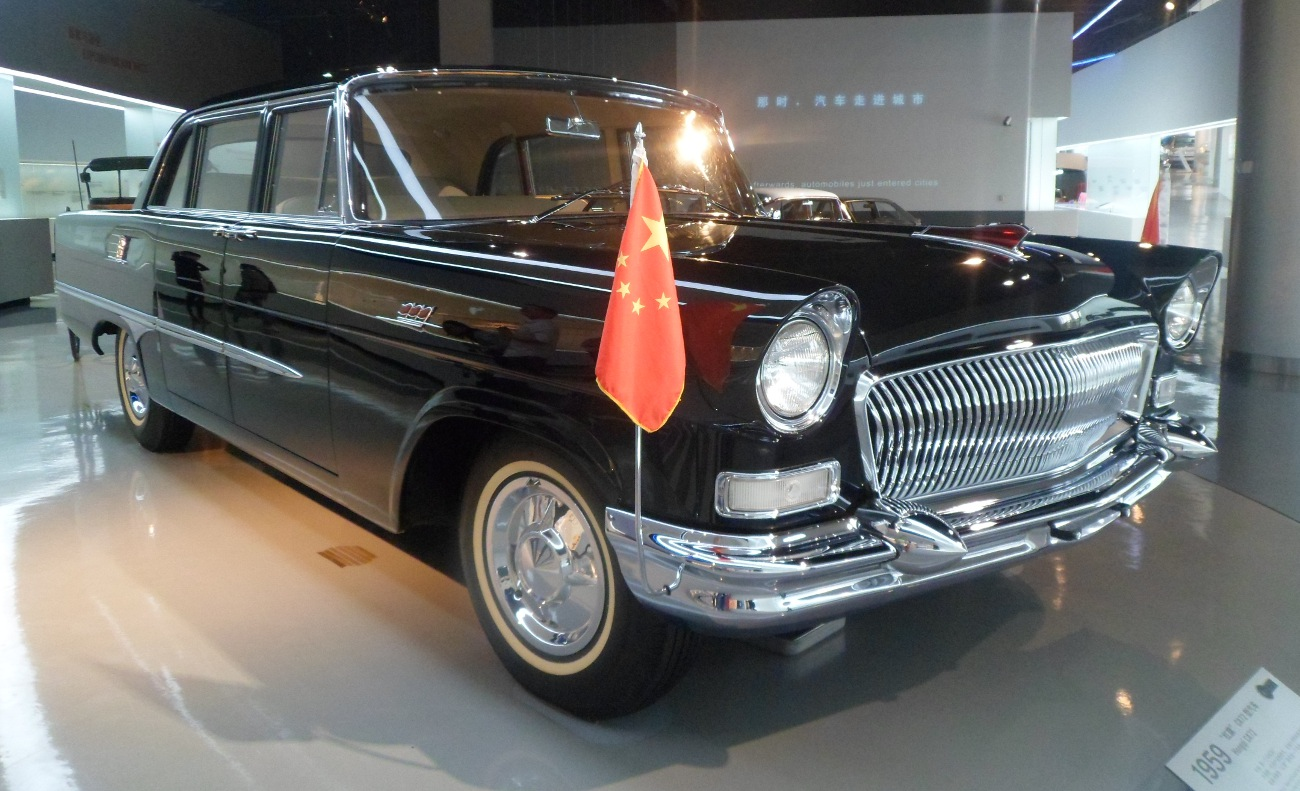
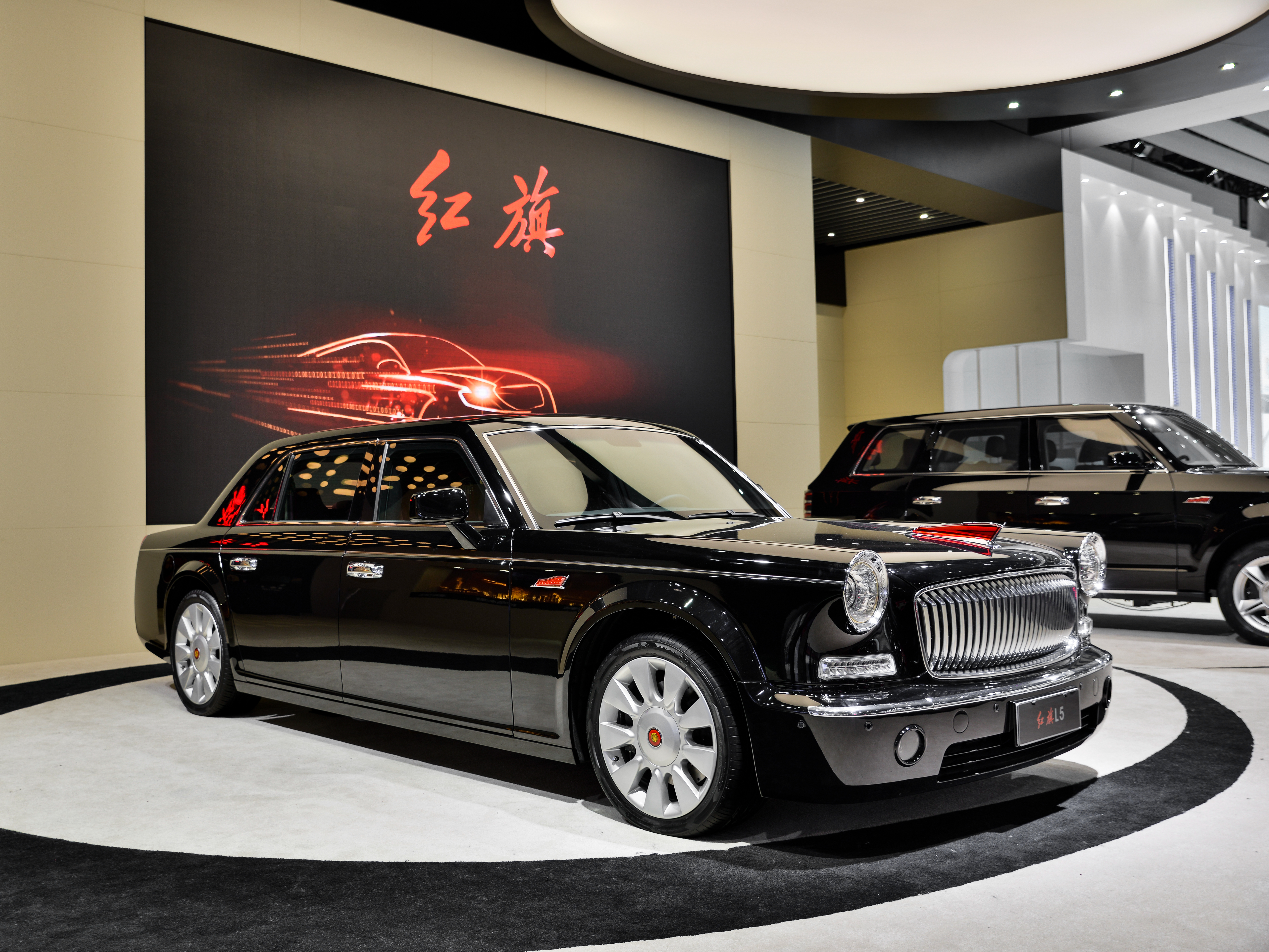

## Малайзія

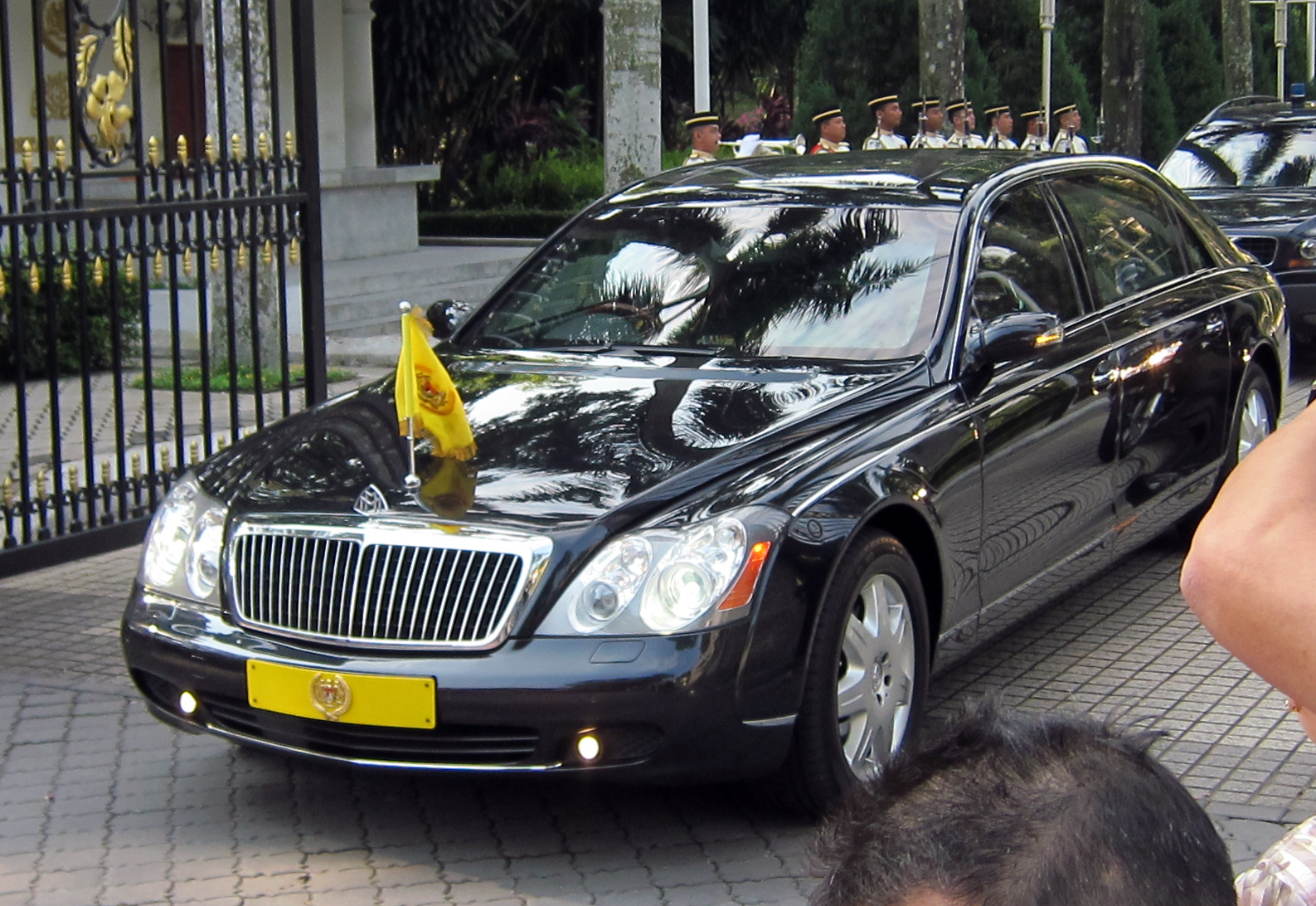
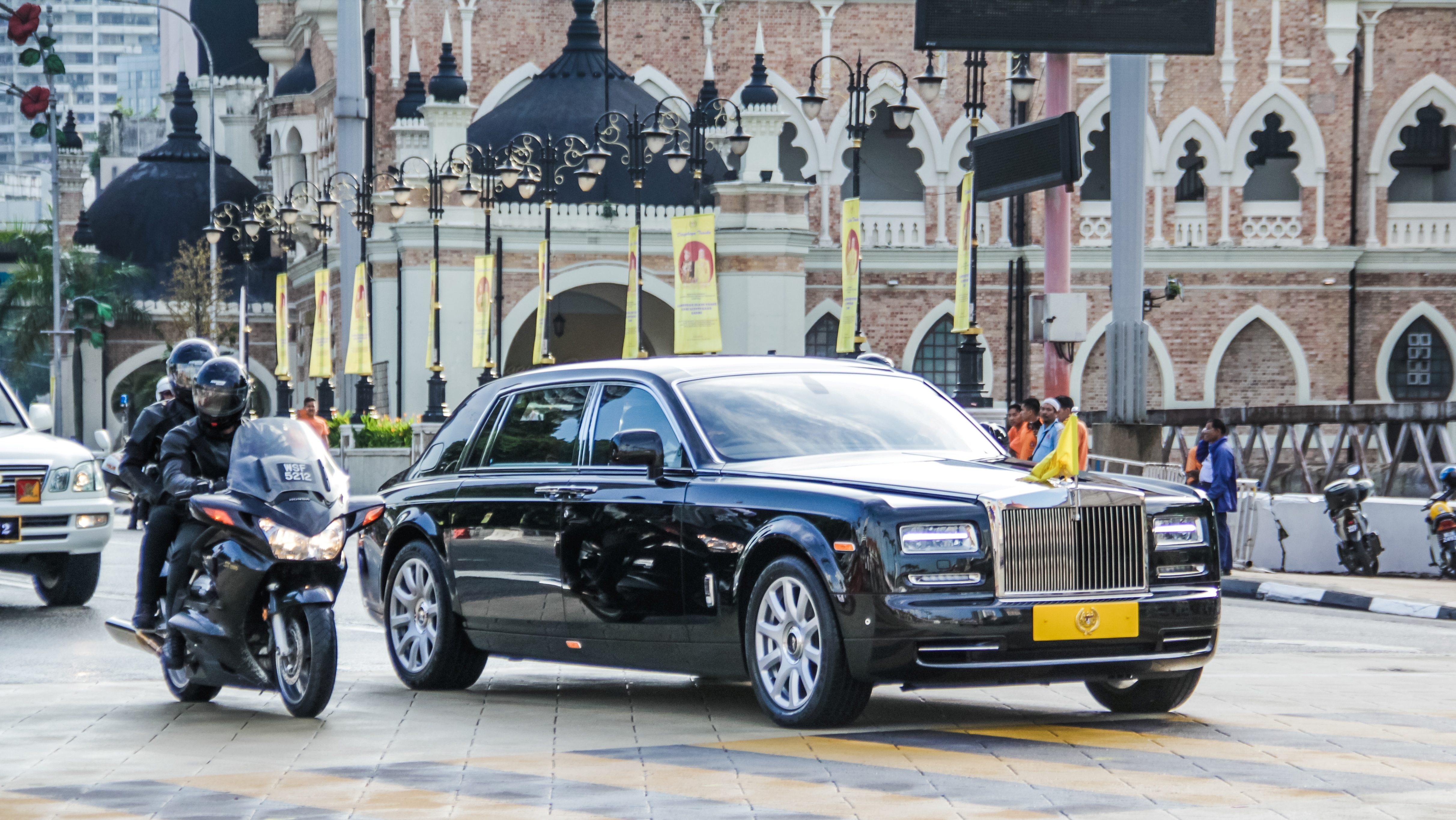

## Німеччина

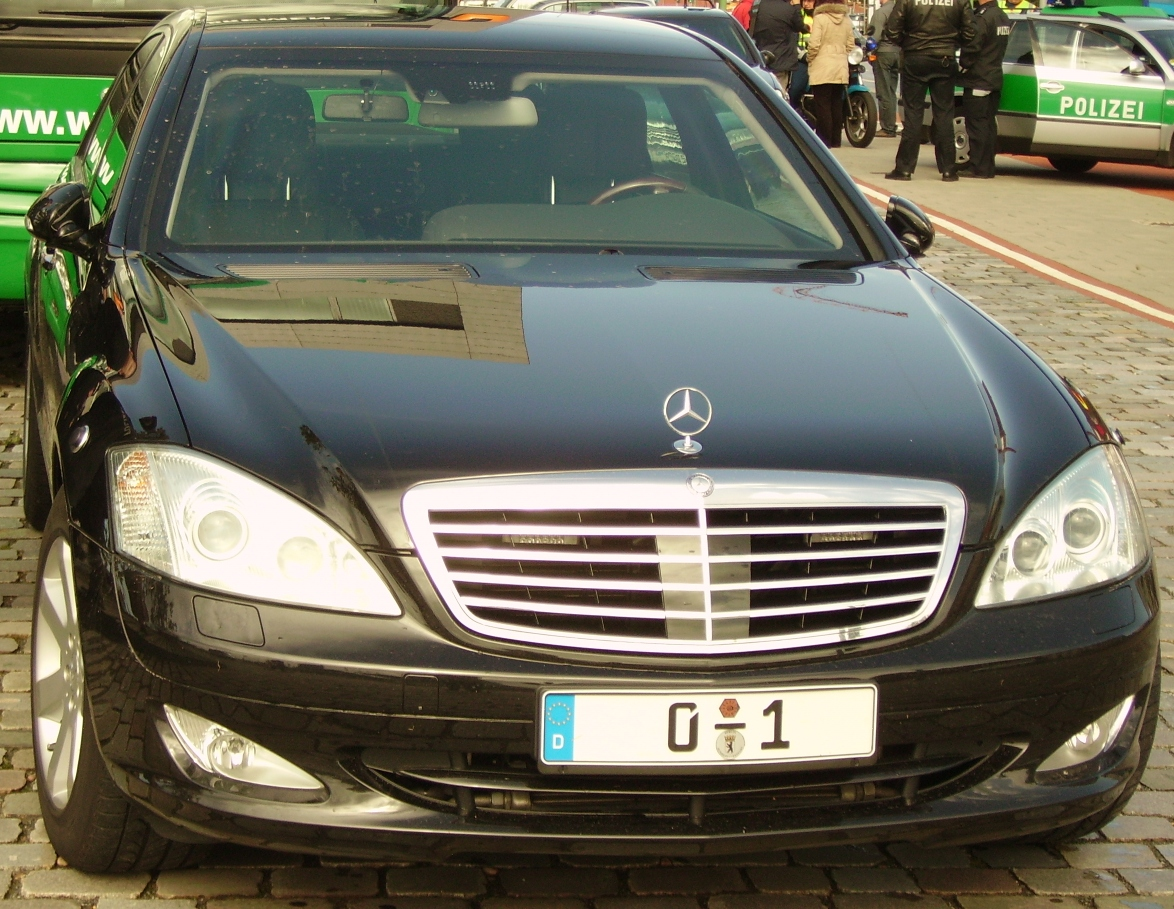
Mercedes-Benz S-Class Федерального Президента Німеччини
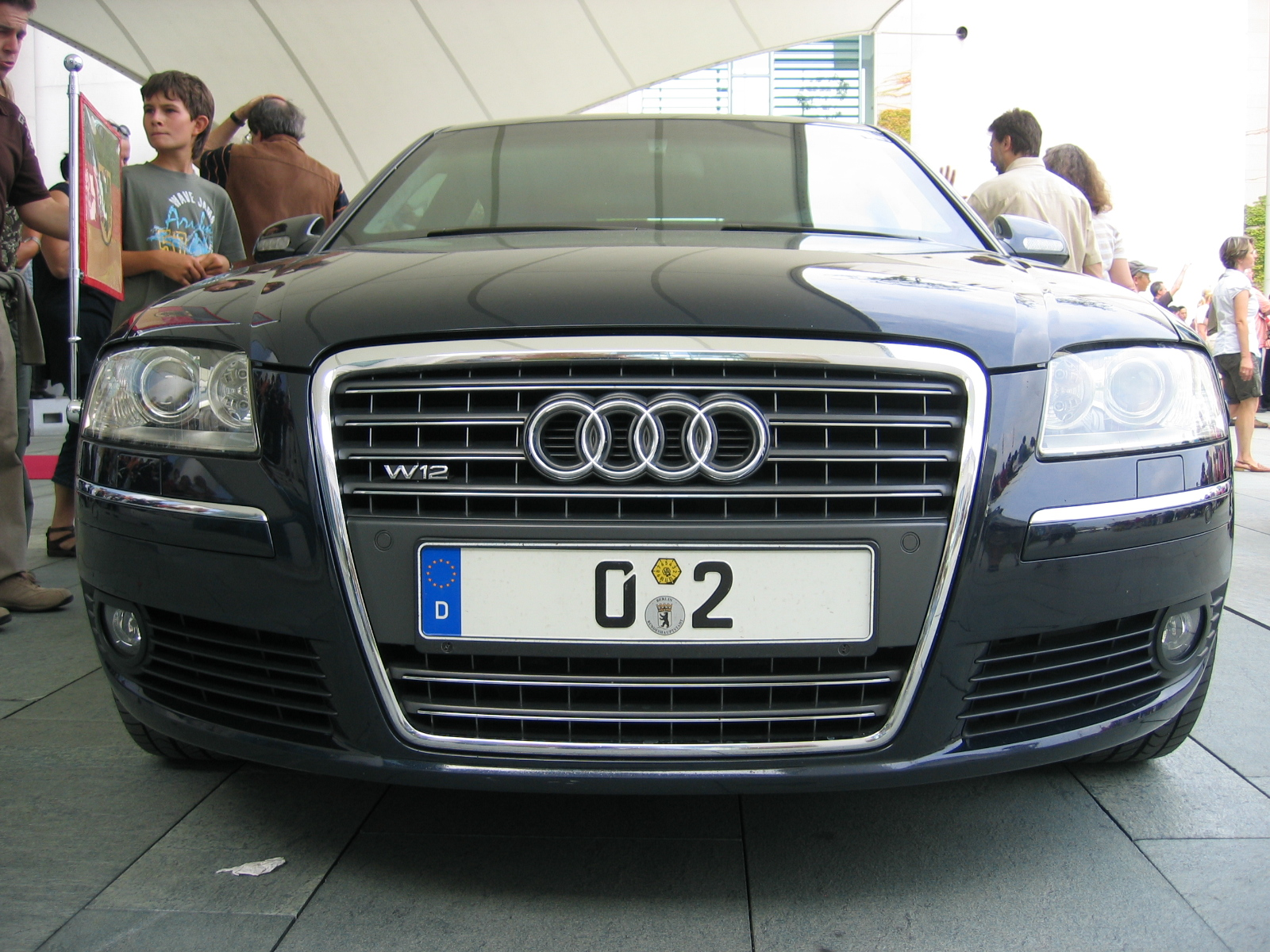
Audi A8 L W12 канцлера Німеччини

## Південна Корея

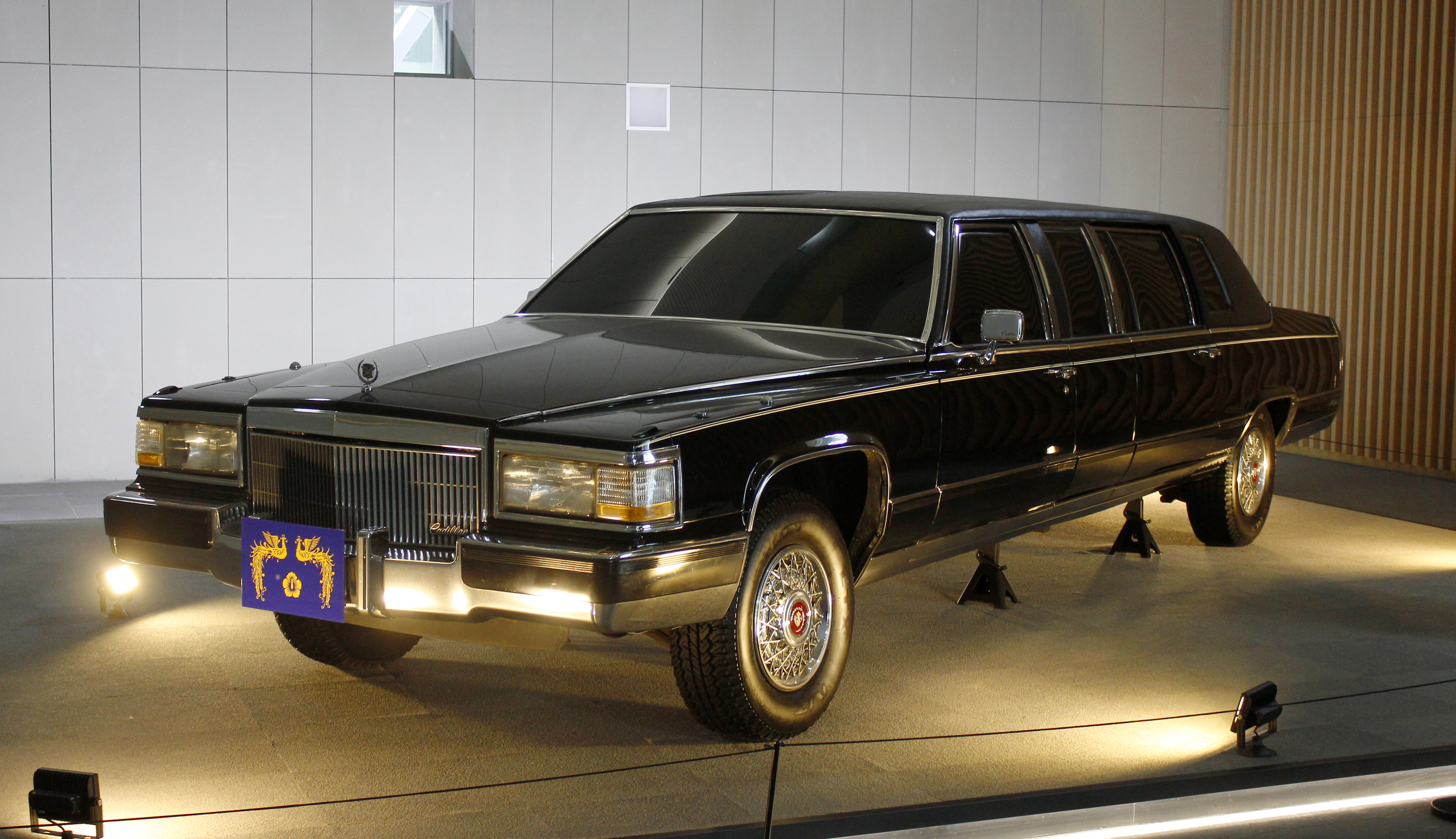
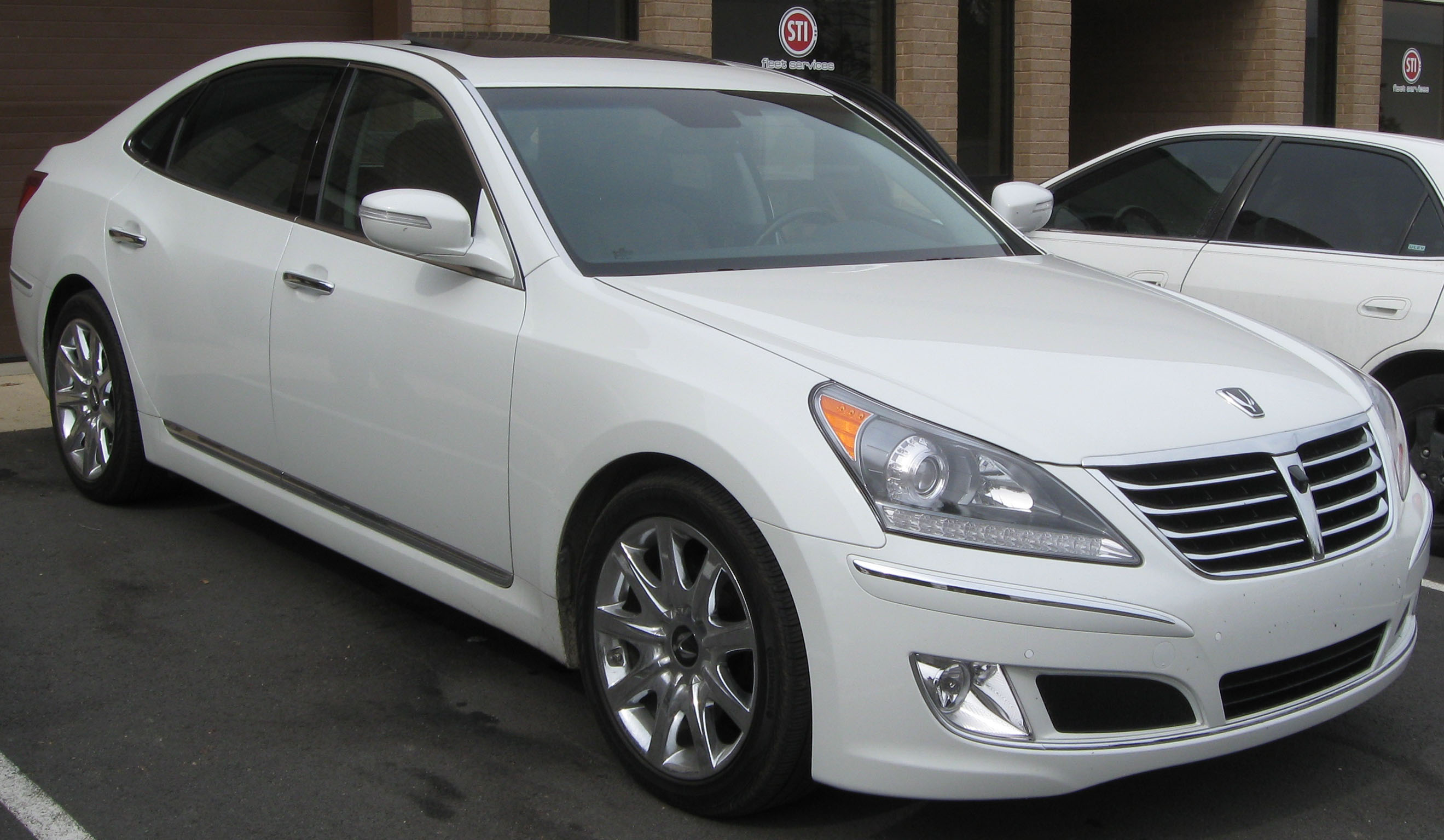

## Радянський Союз і Росія

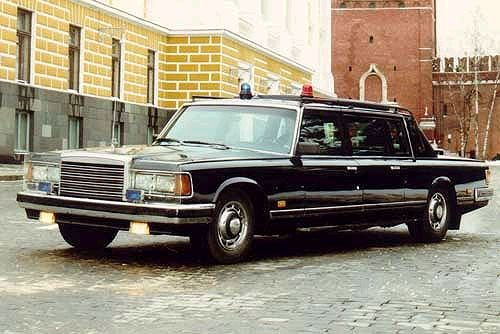
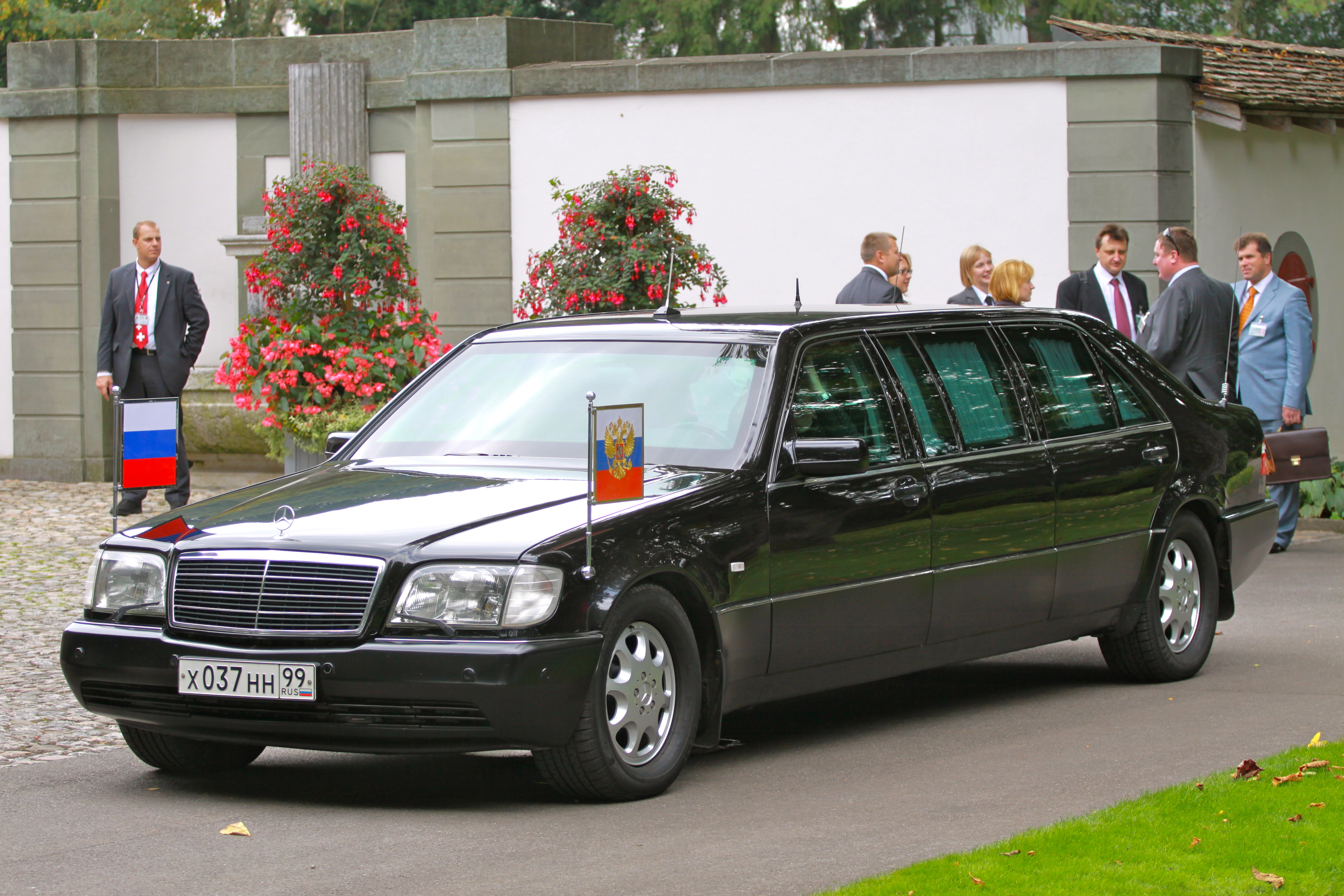
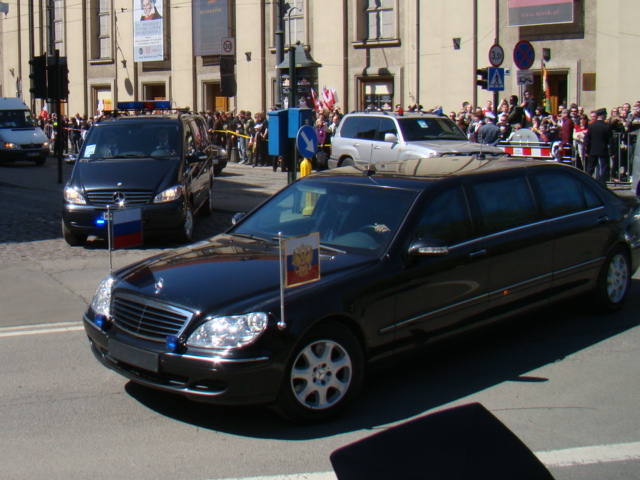
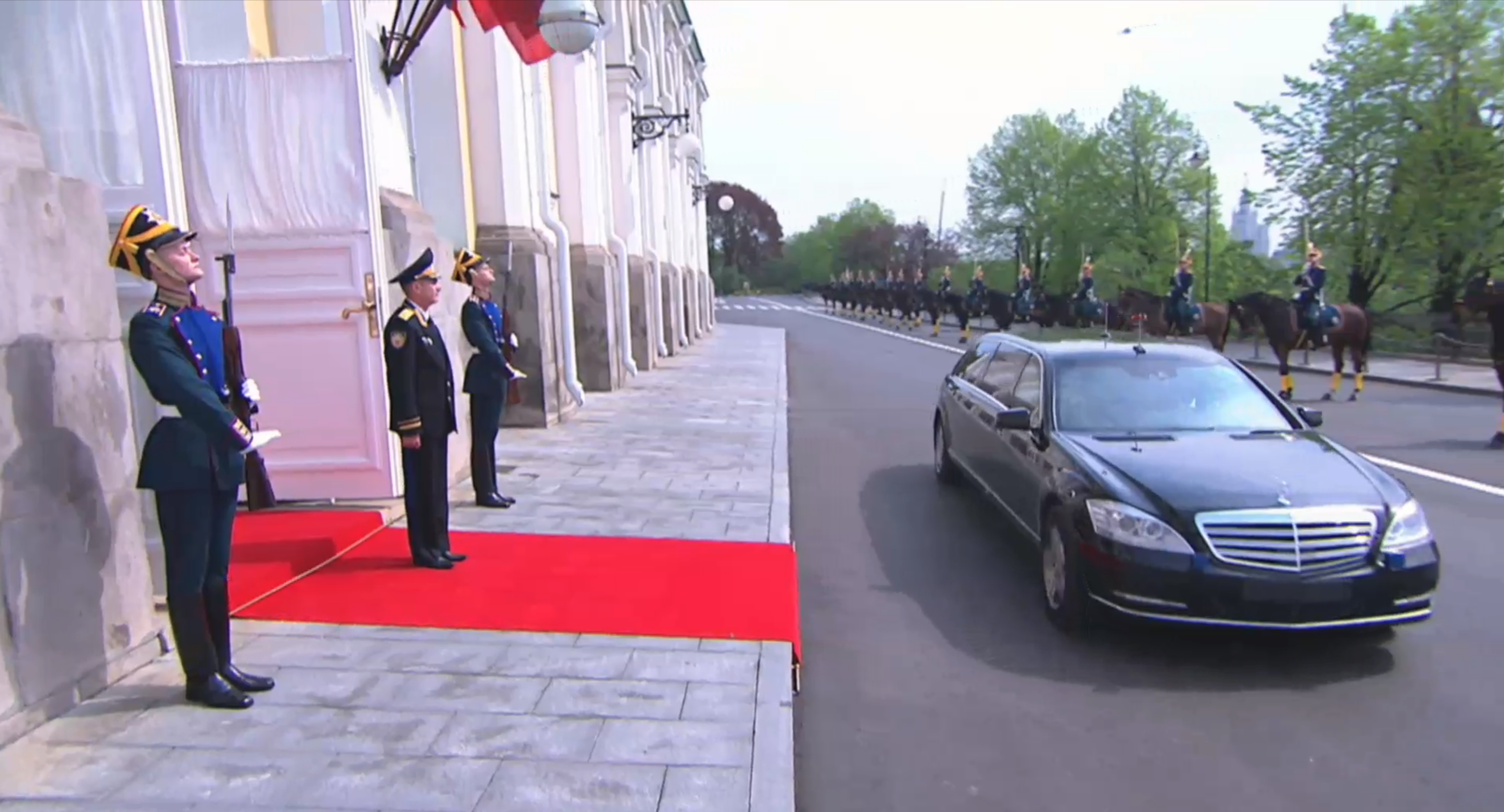
Mercedes-Benz S600 Guard Pullman на інавгурації В. Путіна 7 травня 2012 року
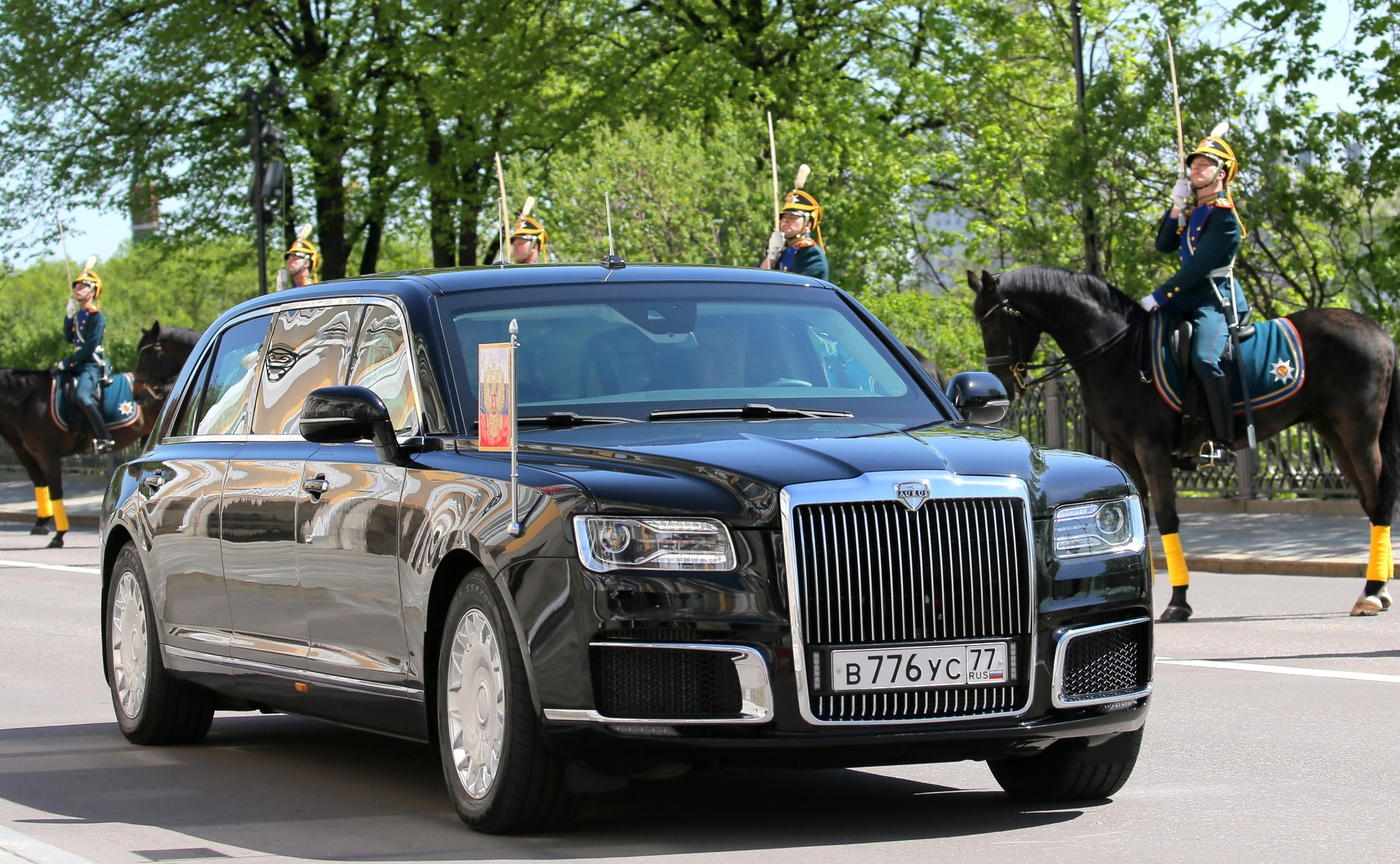
Aurus-41231SB «Сенат» - лімузин президента РФ на інавгурації 2018 року

## Сінгапур

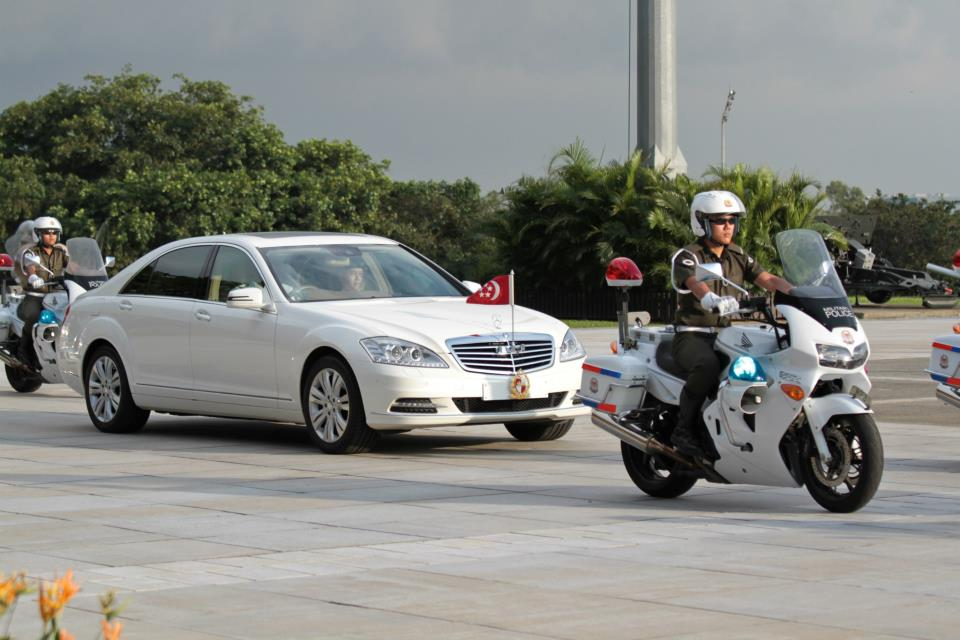
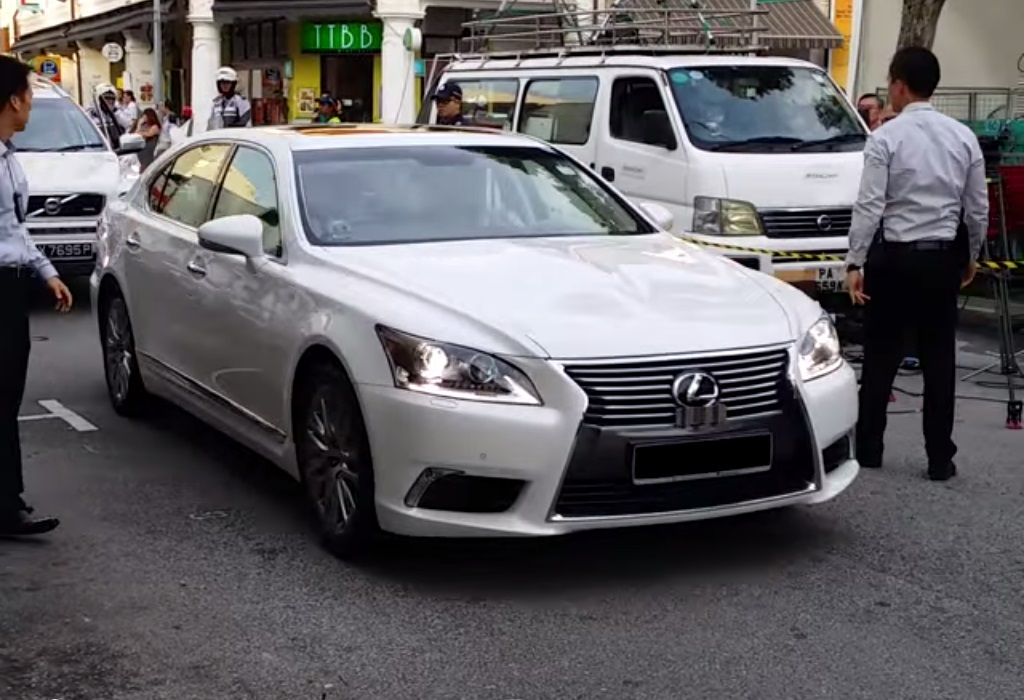

## Сполучені Штати Америки

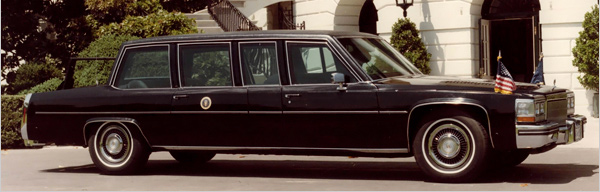
1983 Cadillac Fleetwood
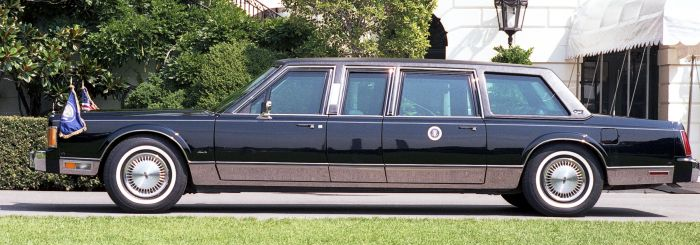
1989 Lincoln Town Car
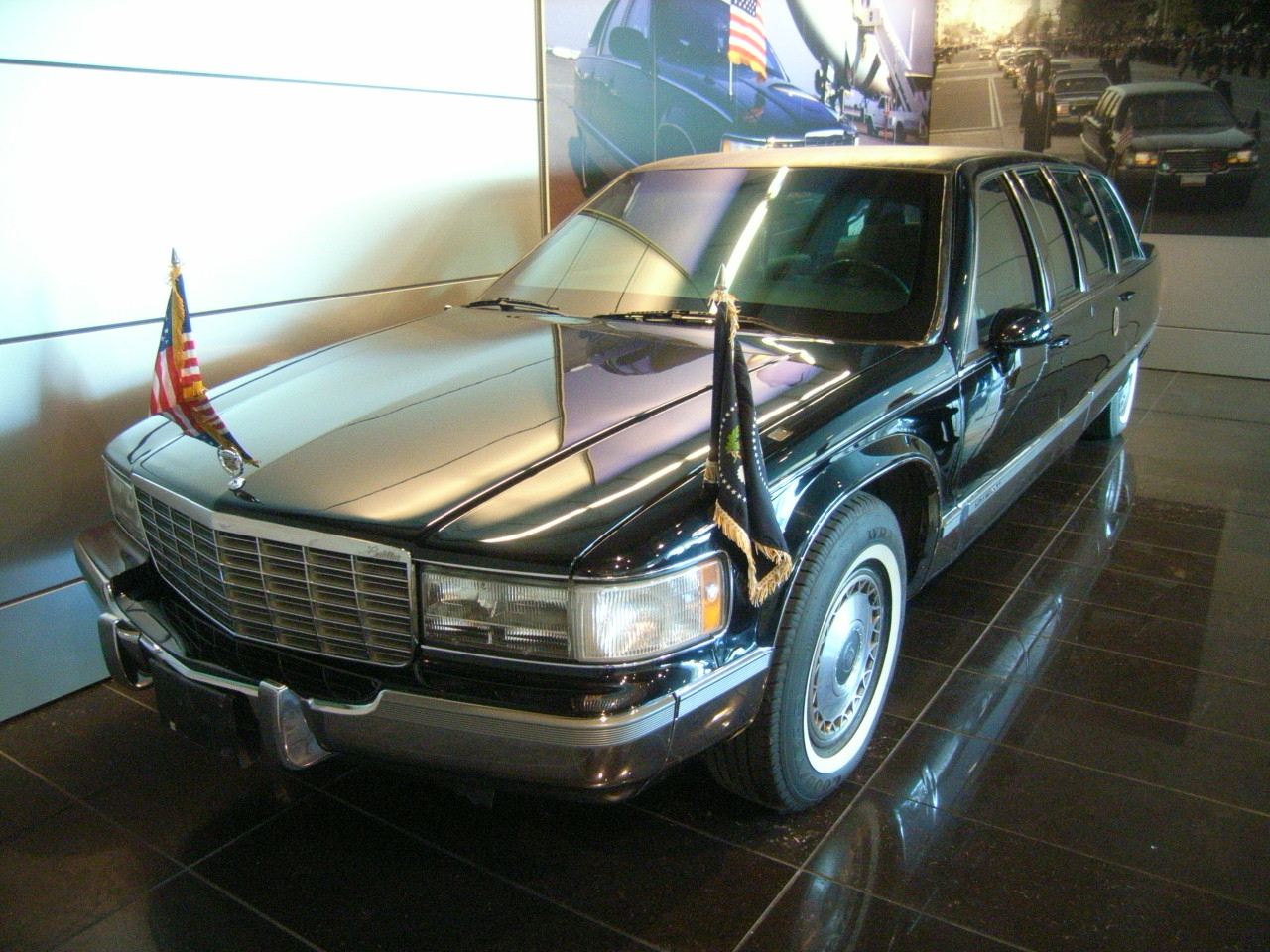
1993 Cadillac Fleetwood
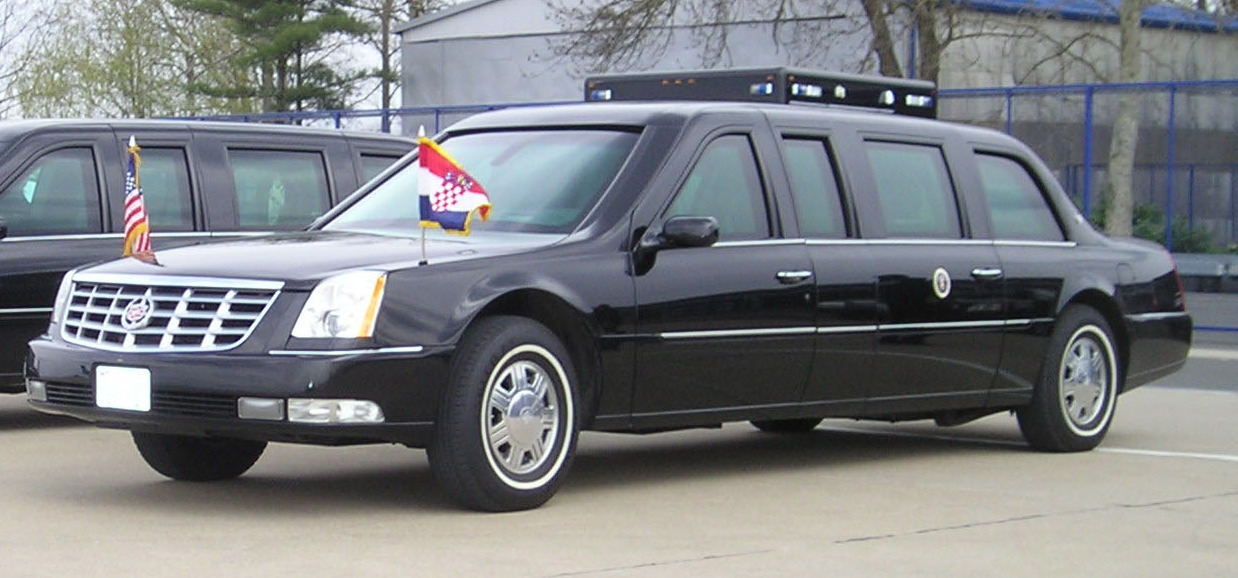
Президентський лімузин президента Джорджа У. Буша
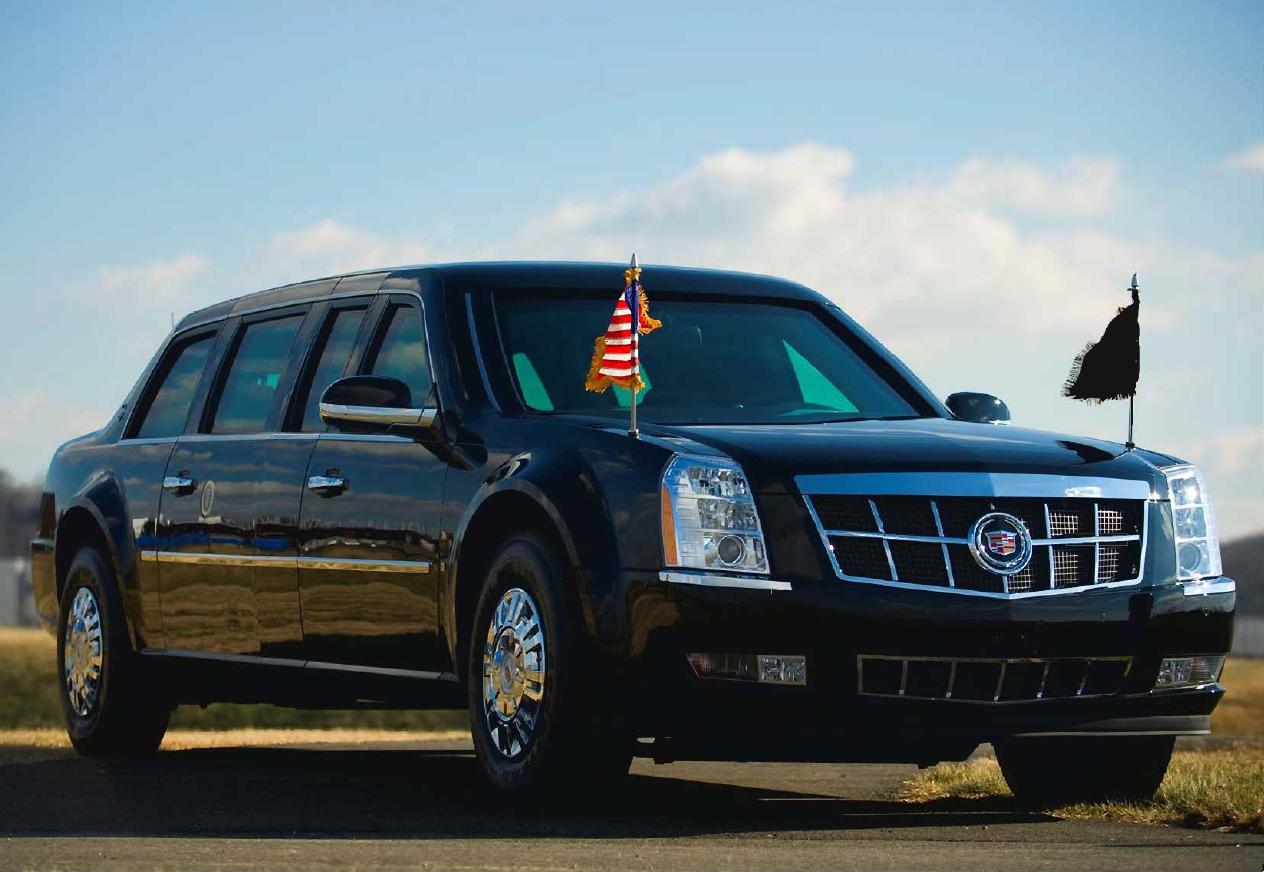
Президентський державний автомобіль США 2009-2018 рр.

## Франція

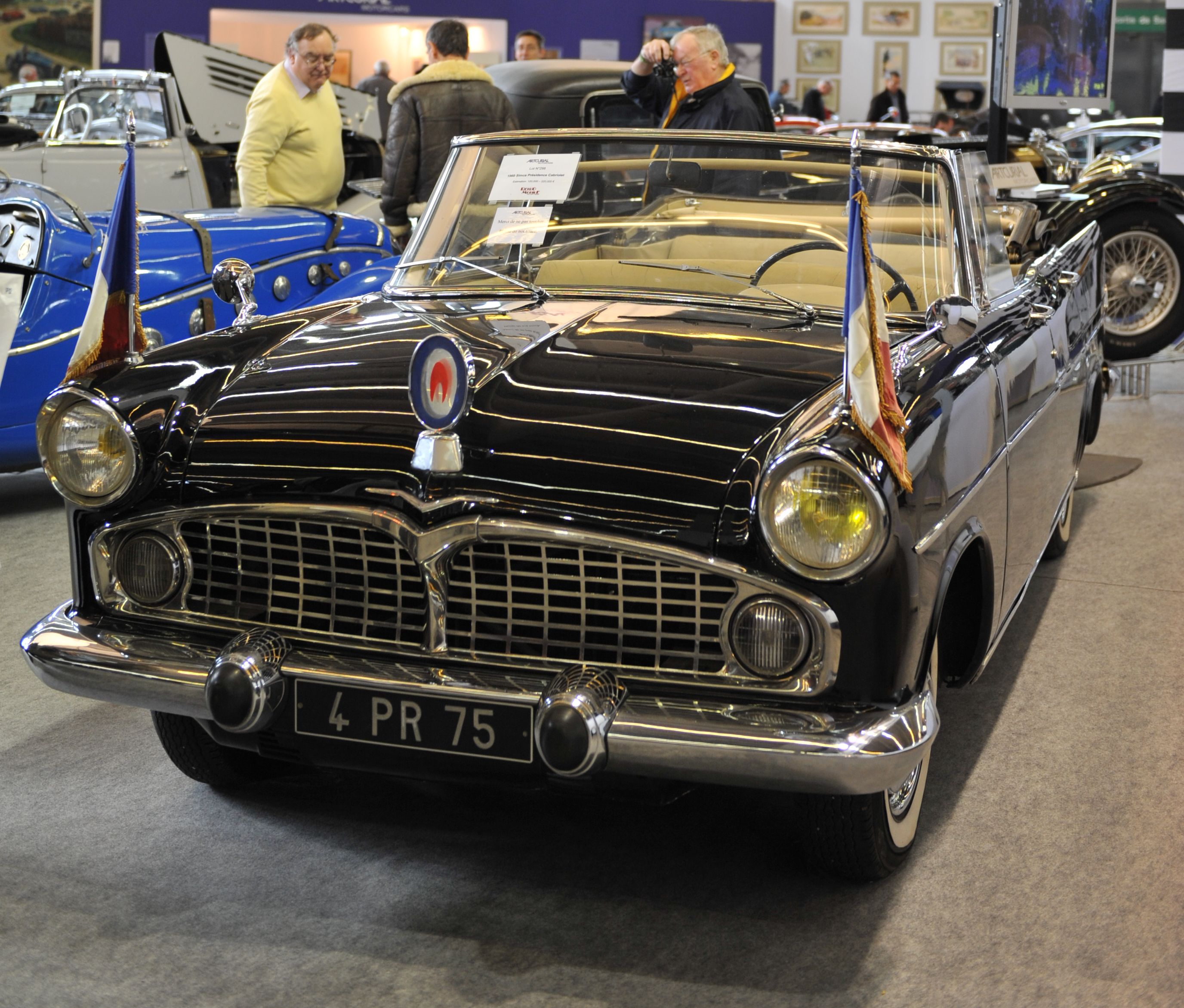
Simca Présidence
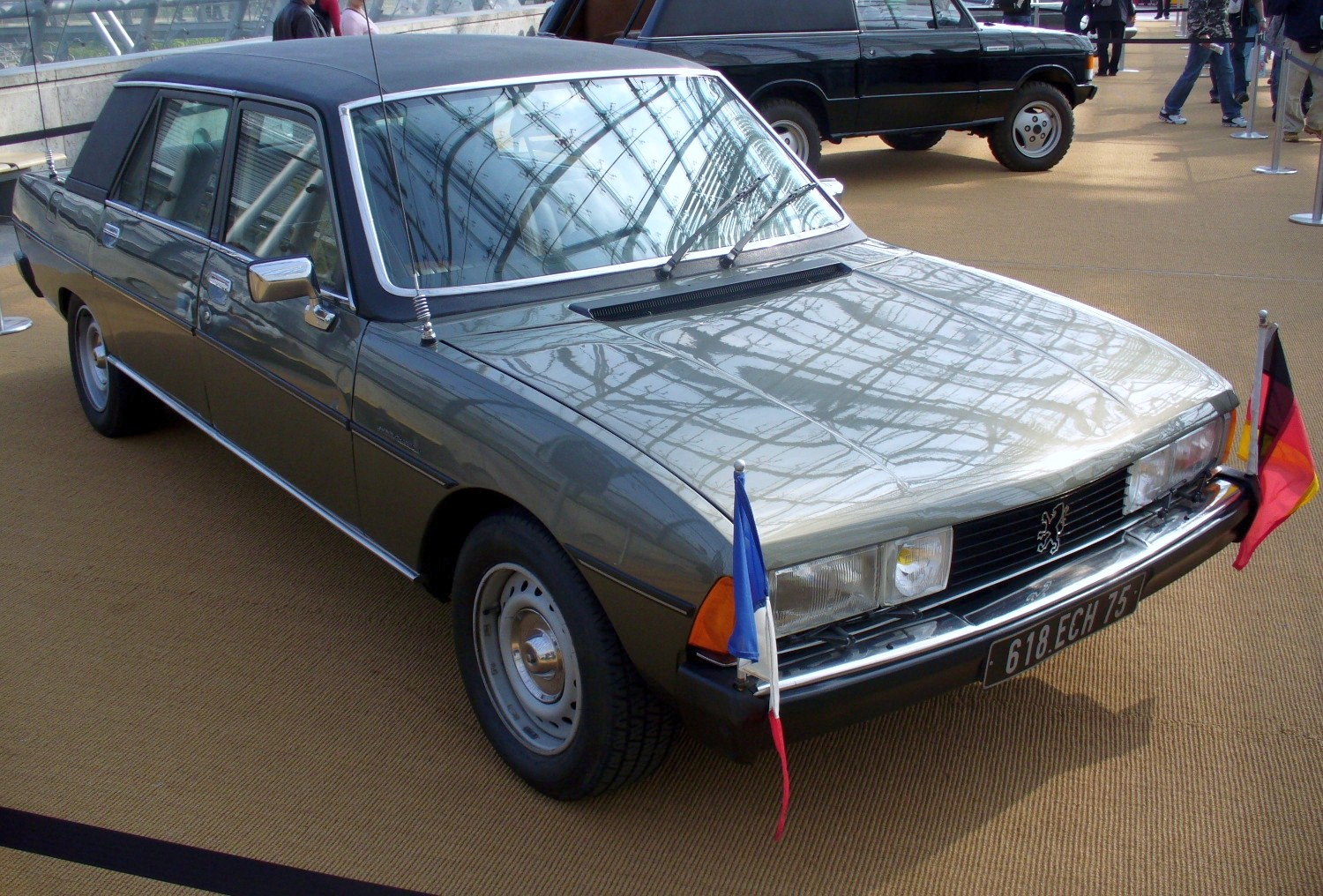
Peugeot 604
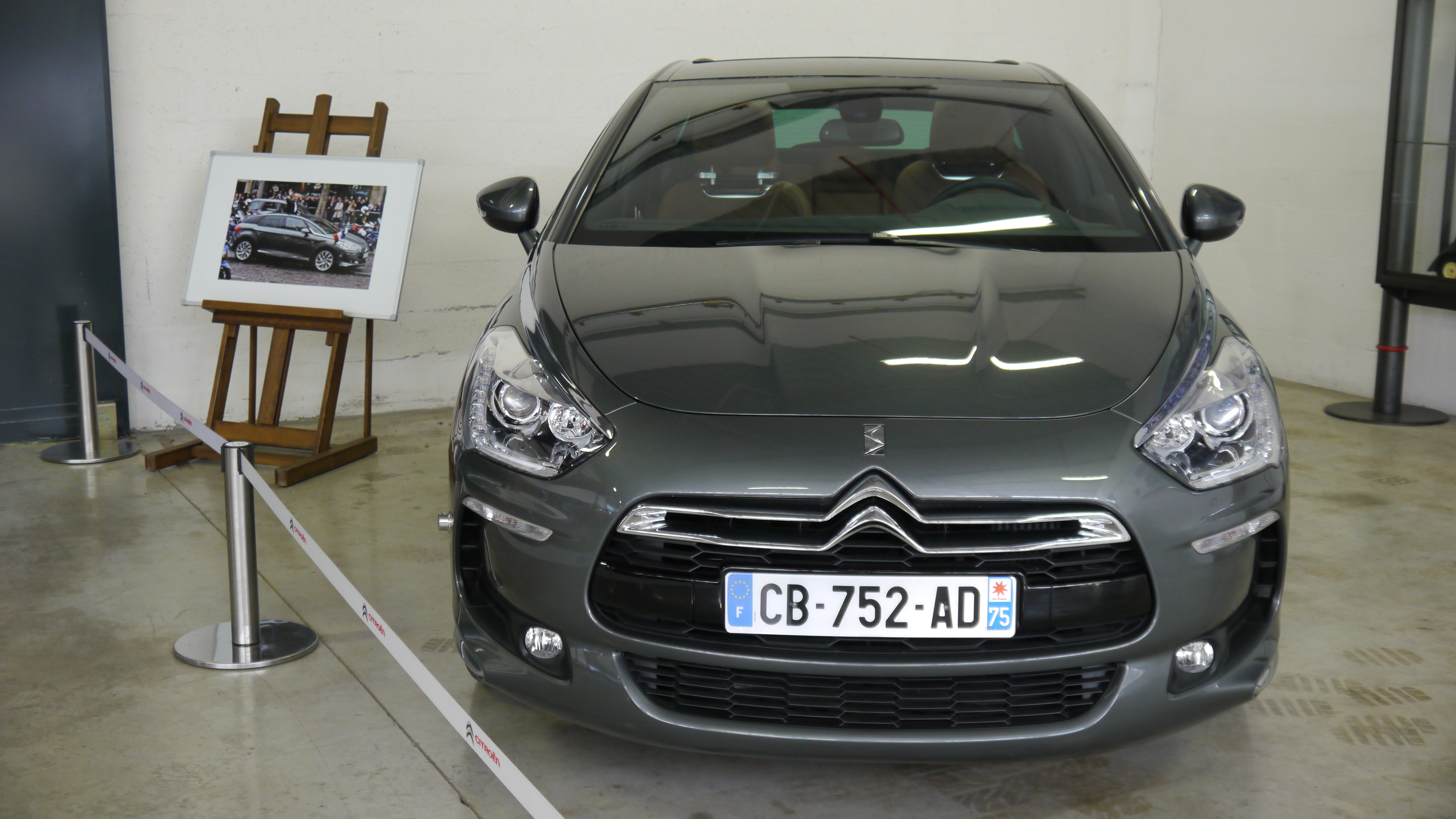
Citroën DS5 HYbrid4

## Японія

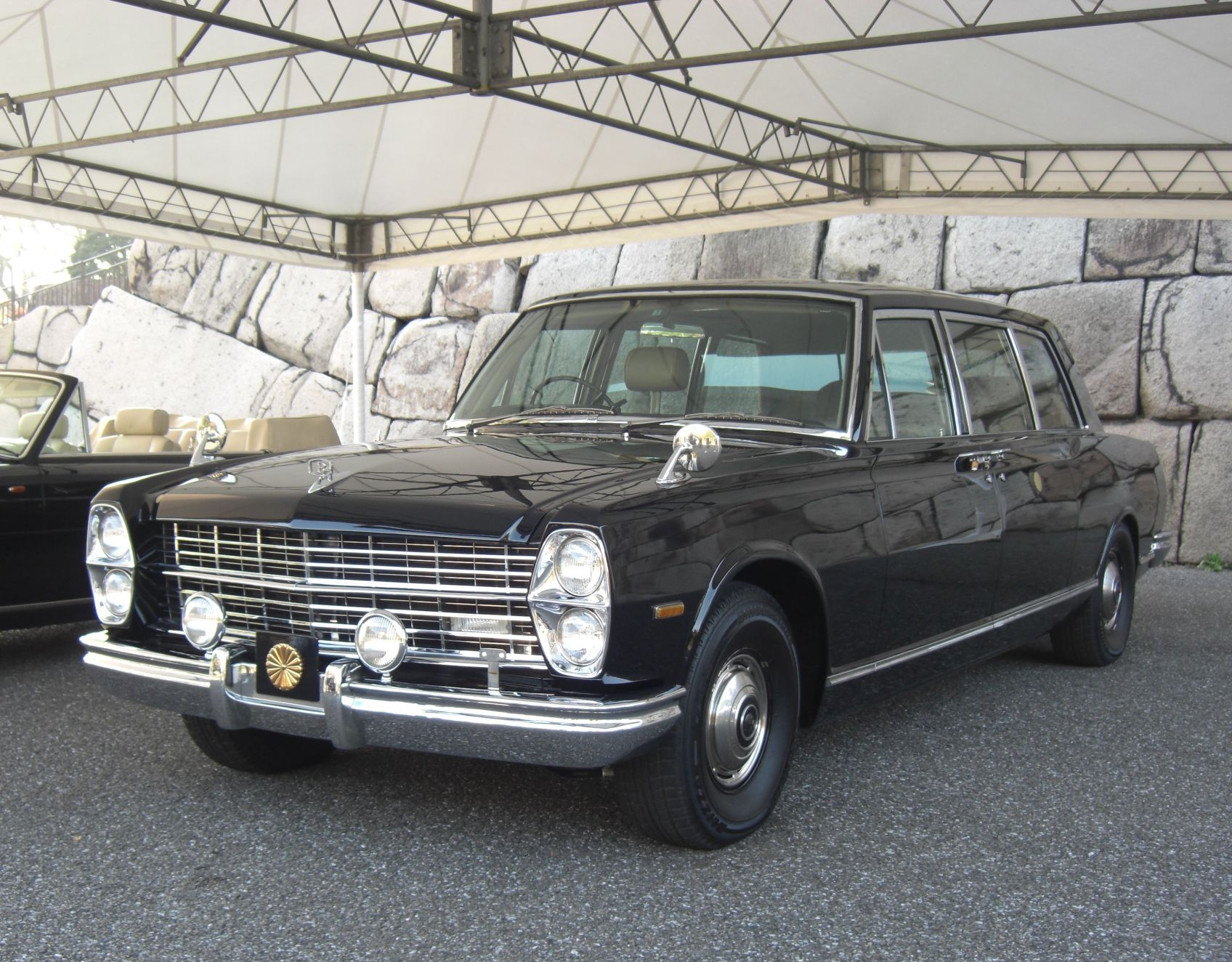
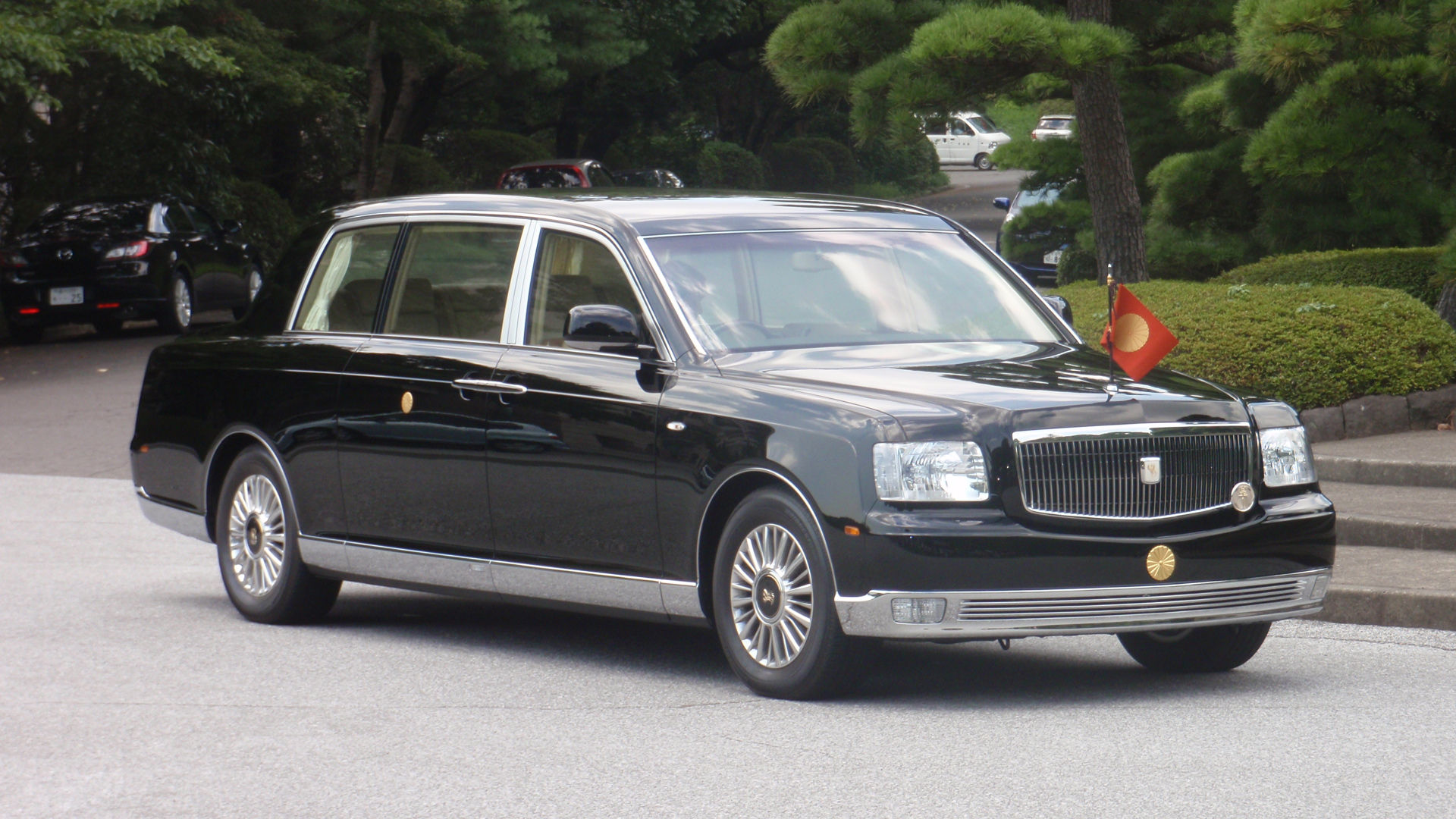
Toyota Century Royal в даний час використовується імператором Японії